# Шахматисты (картина Ретча)
«Шахматисты» (нем. Die Schachspieler) — картина немецкого художника-академиста Фридриха Августа Морица Ретча (или Ретцша, нем. Friedrich Moritz August Retzsch, 1779—1857). Необычный сюжет картины вызывает пристальный интерес искусствоведов, шахматистов, карикатуристов, политически ангажированных средств массовой информации, богословов.

## История создания и судьба картины
Художник рисовал и писал в духе старой классической школы. Когда возник кружок назарейцев, то Ретч выступил их идейным противником. Картина «Шахматисты», как и другие его работы, выдержана в академическом стиле. Техника — масло по дереву. Размер — 32,3 × 39 сантиметров. Приобретена королевой Испании Изабеллой II (1833—1904). Позже находилась в коллекции некоего господина Шаппюи, а с 1898 года — в коллекции Е. Константина в Париже. Картина была выставлена на аукцион Christie’s 7 октября 1999 года (Лондон, Кинг-стрит, лот 6) по цене 112 239 долларов. Картина была продана некоему частному коллекционеру и после этого следы её затерялись. Существуют многочисленные копии данной картины II половины XIX века.
Также существует офорт художника, созданный в 1831 году в Лейпциге (издательство Ernst Fleischer). Название отпечатано на трёх европейских языках — «Die Schachspieler — Les joueurs d’échecs — The Chess Players». Размер — 28 × 36,3 × 0,2 сантиметров. Наиболее известен отпечаток офорта, находящийся в коллекции музея Метрополитен. Инвентарный номер — 35.65.7. Однако шахматный коллекционер Джон Крумиллер пишет об отпечатке 1837 года, сделанном в Бостоне, как о самом раннем (13,5 на 9,75 сантиметров) В его случае название офорта иное — «The Game of Life or The Chess-Players» («Игра на жизнь в шахматы»).
В 1829 году английский художник Теодор фон Холст (1810—1844) посетил Германию и познакомился там в Дрездене с Морицем Ретчем. Существует мнение, высказанное, в частности в The People's Journal, что рисунок Холста к гравюре «Сатана играет с человеком на его душу» (но издана она была только в 1847 году, уже после смерти художника) был создан раньше гравюры на это же сюжет Морица Ретча. Однако, Ретч впервые обратил внимание на данный сюжет ещё в 1827 году, а тот факт, что оба художники встречались в Дрездене в 1829 году даёт приоритет немецкому художнику. Холст также выставил несколько изображений с аналогичной темой в конце 1830 года, одно из них было показано на выставке Королевского общества британских художников в 1838 году.
Мориц Ретч был очарован «Фаустом» Иоганна Вольфганга фон Гёте, выполнил большое количество иллюстраций к этой книге, но (по мнению большинства искусствоведов) книга Гёте присутствует на картине «Игроки в шахматы» только в скрытом виде, а не иллюстрирует её напрямую. Однако, анализируя «Шахматистов» Ретча, греческий искусствовед Николас Сфикас пишет о Мефистофеле, играющем с Фаустом на его душу, на этой картине.

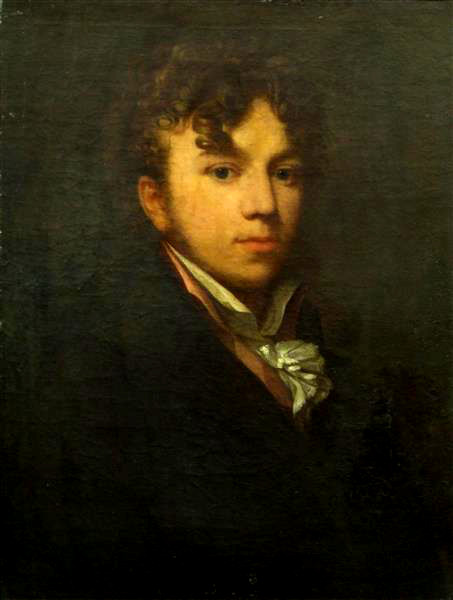
Мориц Ретч. Автопортрет
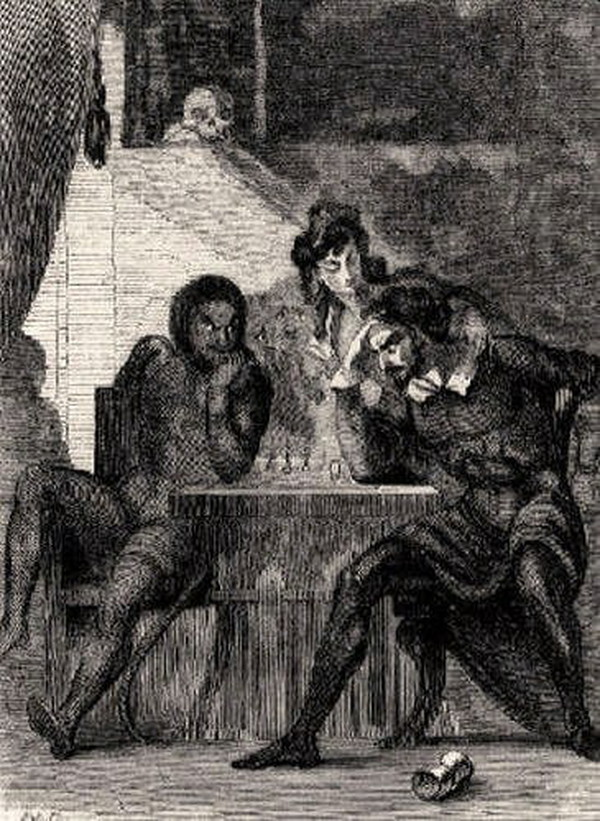
Сатана играет с человеком на его душу, гравюра 1847 года по рисунку Теодора фон Холста
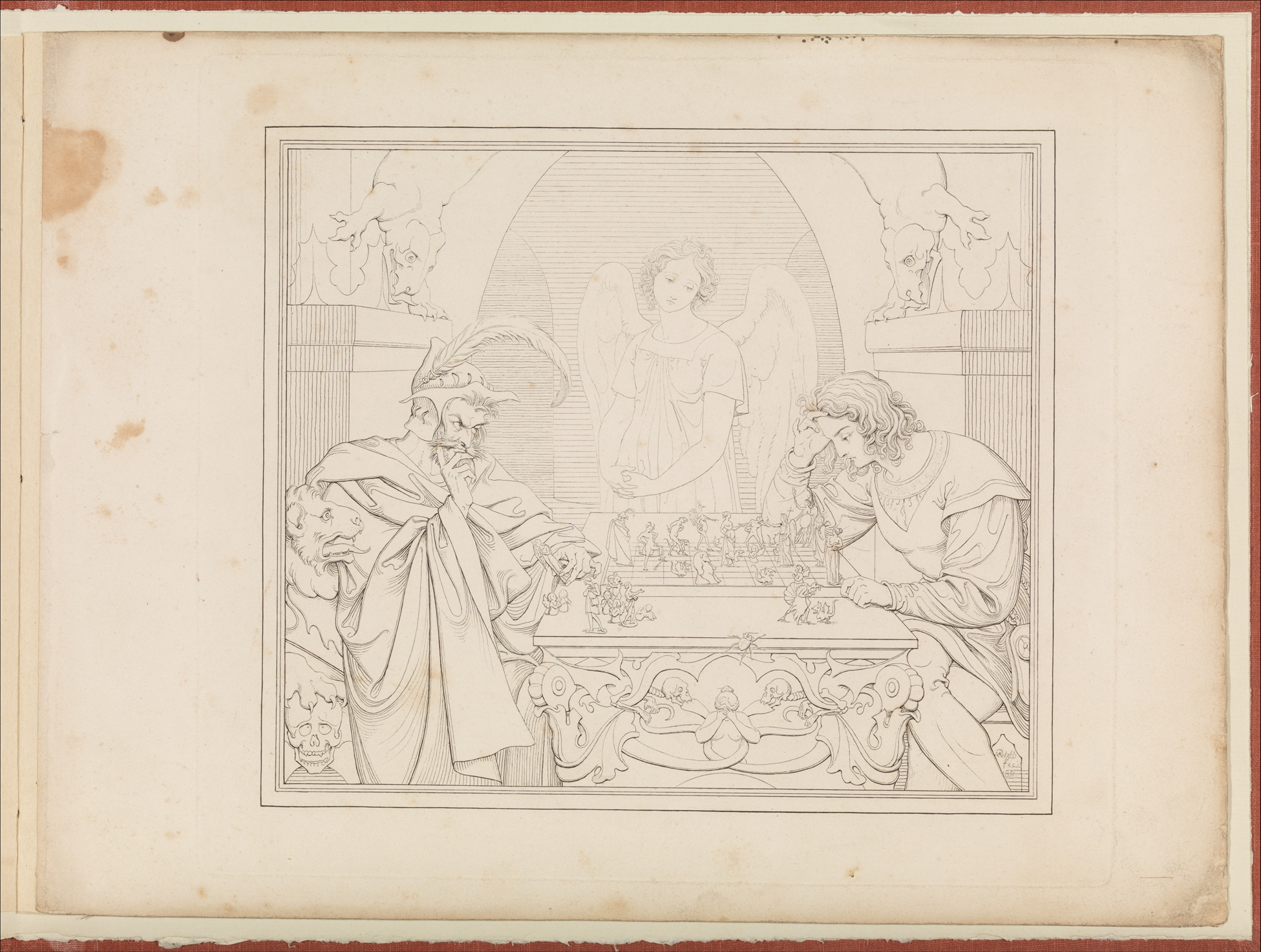
Мориц Ретч. Шахматисты, 1831 (офорт)
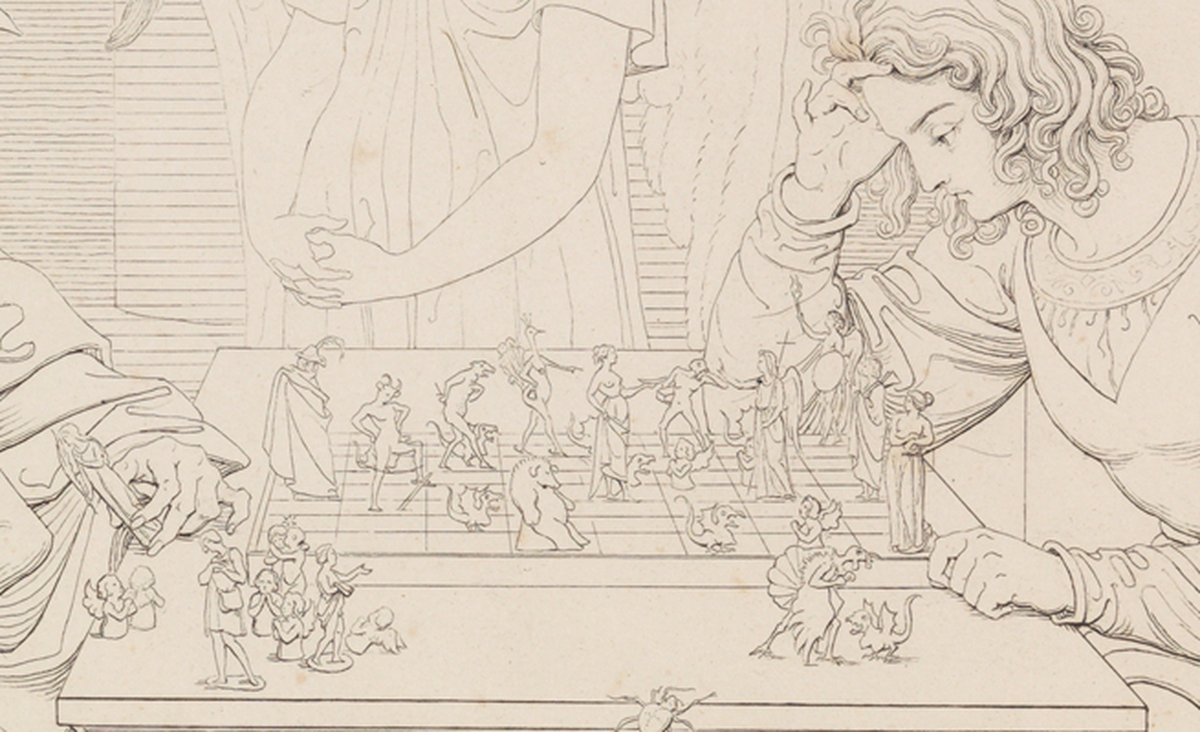
Мориц Ретч. Шахматисты, 1831 (офорт, деталь)

## Характеристика картины
Шахматная доска помещается непосредственно на крышке богато украшенного саркофага, что не оставляет зрителю никаких сомнений в отношении этого поединка. Над саркофагом простирается свод, арка которого образована двумя ящерицами в форме монстров с деформированными головами, опирающимися в своём сползании с потолка по колоннам на когтистые лапы. Герои картины: Дьявол, юноша (его противник в шахматной партии) и его ангел-хранитель. Трон-кресло Дьявола украшает зловещая голова рычащего льва, его лапа опирается на человеческий череп, намекая на вероятный результат партии. В головной убор Дьявола вдето криво стоящее перо из хвоста петуха. Дьявол с древних времён является олицетворением хитрости и злобы. Шахматные фигуры сами представляют борьбу Добра и Зла. Чёрный король, в мантии и шапке своего хозяина, призывает свои фигуры к атаке. Неверие — фигура, непосредственно стоящая перед королём, попирает крест. Другие фигуры чёрных олицетворяют: Сладострастие (женщина с обнажённой грудью, в правой руке держащая кубок), Праздность (большая свинья); Гнев, Гордость (с павлиньим хвостом); Ложь (с головой, как у кошки; одна рука на груди, как бы заверяя в своей искренности, в то время как другая скрывает кинжал за её спиной), Алчность (и зависть одновременно, сгорбленная и худая, грызущая свою собственную руку). Усиливает мрачность ситуации паук на переднем плане, карабкающийся на поверхность саркофага.
Среди фигур молодого человека Король в широком одеянии и крыльями на плечах — знак бессмертия души. Ферзь — Религия, самый мощный из всех защитников, благородная, величественная женщина с крыльями ангела. Одна её рука вытянута, словно предоставляя защиту, а другой рукой она держит крест, эмблему веры. Среди других фигур: Надежда, опирающаяся на якорь и с нетерпением наклонившаяся вперед, как будто в ожидании; Истина, держащая факел и щит, стоящая рядом с Надеждой; Мир, с пальмовой ветвью в руке, Смирение, погружённое в молитву; Невинность (голый ребёнок, наивный и простодушный).
Современница художника некая миссис Джеймисон, посетившая его студию в Дрездене в 1833 году, писала о фигуре ангела-хранителя на картине:

«Он [художник] сказал, что его часто преследовали меланхолия и мрачные предчувствия… и он решил создать для себя Ангела, который будет улыбаться ему с небес».— Mrs Jameson. Visits and sketches at home and abroad
Художественный критик в 1837 году так описывал картину:

«Падший ангел, который „был человекоубийца от начала“, облачён в мантию с широкими складками; одной рукой он поддерживает подбородок, словно задумавшись о продолжении партии, а в другой держит белую фигуру, только что снятую с доски, хитро поглядывая на своего противника. Молодой человек подпирает голову рукой, как бы опасаясь надвигающейся катастрофы и желая предотвратить её. Между этими двумя фигурами за столом стоит гений-хранитель, он тревожен из-за бедственного положения, в котором оказался юноша».— Der Schachspieler von Moritz Retzsch. Das Pfennig-Magazin für Verbreitung gemeinnütziger Kenntnisse

## Пол Морфи и «Шахматисты» Ретча
|   | a | b | c | d | e | f | g | h |   |
| - | --- | --- | --- | --- | --- | --- | --- | --- | - |
| 8 | e8 чёрный король · c7 чёрный слон · f7 чёрный конь · c6 чёрная пешка · e6 чёрная пешка · h6 чёрная пешка · a5 чёрная пешка · b5 чёрный слон · h5 чёрная ладья · b4 чёрная пешка · d4 чёрная пешка · e4 чёрный ферзь · b3 чёрный конь · e3 белая пешка · d2 белая пешка · e2 белый ферзь · h2 белая пешка · a1 белая ладья · e1 белый король · h1 белая ладья | e8 чёрный король · c7 чёрный слон · f7 чёрный конь · c6 чёрная пешка · e6 чёрная пешка · h6 чёрная пешка · a5 чёрная пешка · b5 чёрный слон · h5 чёрная ладья · b4 чёрная пешка · d4 чёрная пешка · e4 чёрный ферзь · b3 чёрный конь · e3 белая пешка · d2 белая пешка · e2 белый ферзь · h2 белая пешка · a1 белая ладья · e1 белый король · h1 белая ладья | e8 чёрный король · c7 чёрный слон · f7 чёрный конь · c6 чёрная пешка · e6 чёрная пешка · h6 чёрная пешка · a5 чёрная пешка · b5 чёрный слон · h5 чёрная ладья · b4 чёрная пешка · d4 чёрная пешка · e4 чёрный ферзь · b3 чёрный конь · e3 белая пешка · d2 белая пешка · e2 белый ферзь · h2 белая пешка · a1 белая ладья · e1 белый король · h1 белая ладья | e8 чёрный король · c7 чёрный слон · f7 чёрный конь · c6 чёрная пешка · e6 чёрная пешка · h6 чёрная пешка · a5 чёрная пешка · b5 чёрный слон · h5 чёрная ладья · b4 чёрная пешка · d4 чёрная пешка · e4 чёрный ферзь · b3 чёрный конь · e3 белая пешка · d2 белая пешка · e2 белый ферзь · h2 белая пешка · a1 белая ладья · e1 белый король · h1 белая ладья | e8 чёрный король · c7 чёрный слон · f7 чёрный конь · c6 чёрная пешка · e6 чёрная пешка · h6 чёрная пешка · a5 чёрная пешка · b5 чёрный слон · h5 чёрная ладья · b4 чёрная пешка · d4 чёрная пешка · e4 чёрный ферзь · b3 чёрный конь · e3 белая пешка · d2 белая пешка · e2 белый ферзь · h2 белая пешка · a1 белая ладья · e1 белый король · h1 белая ладья | e8 чёрный король · c7 чёрный слон · f7 чёрный конь · c6 чёрная пешка · e6 чёрная пешка · h6 чёрная пешка · a5 чёрная пешка · b5 чёрный слон · h5 чёрная ладья · b4 чёрная пешка · d4 чёрная пешка · e4 чёрный ферзь · b3 чёрный конь · e3 белая пешка · d2 белая пешка · e2 белый ферзь · h2 белая пешка · a1 белая ладья · e1 белый король · h1 белая ладья | e8 чёрный король · c7 чёрный слон · f7 чёрный конь · c6 чёрная пешка · e6 чёрная пешка · h6 чёрная пешка · a5 чёрная пешка · b5 чёрный слон · h5 чёрная ладья · b4 чёрная пешка · d4 чёрная пешка · e4 чёрный ферзь · b3 чёрный конь · e3 белая пешка · d2 белая пешка · e2 белый ферзь · h2 белая пешка · a1 белая ладья · e1 белый король · h1 белая ладья | e8 чёрный король · c7 чёрный слон · f7 чёрный конь · c6 чёрная пешка · e6 чёрная пешка · h6 чёрная пешка · a5 чёрная пешка · b5 чёрный слон · h5 чёрная ладья · b4 чёрная пешка · d4 чёрная пешка · e4 чёрный ферзь · b3 чёрный конь · e3 белая пешка · d2 белая пешка · e2 белый ферзь · h2 белая пешка · a1 белая ладья · e1 белый король · h1 белая ладья | 8 |
| 7 | e8 чёрный король · c7 чёрный слон · f7 чёрный конь · c6 чёрная пешка · e6 чёрная пешка · h6 чёрная пешка · a5 чёрная пешка · b5 чёрный слон · h5 чёрная ладья · b4 чёрная пешка · d4 чёрная пешка · e4 чёрный ферзь · b3 чёрный конь · e3 белая пешка · d2 белая пешка · e2 белый ферзь · h2 белая пешка · a1 белая ладья · e1 белый король · h1 белая ладья | e8 чёрный король · c7 чёрный слон · f7 чёрный конь · c6 чёрная пешка · e6 чёрная пешка · h6 чёрная пешка · a5 чёрная пешка · b5 чёрный слон · h5 чёрная ладья · b4 чёрная пешка · d4 чёрная пешка · e4 чёрный ферзь · b3 чёрный конь · e3 белая пешка · d2 белая пешка · e2 белый ферзь · h2 белая пешка · a1 белая ладья · e1 белый король · h1 белая ладья | e8 чёрный король · c7 чёрный слон · f7 чёрный конь · c6 чёрная пешка · e6 чёрная пешка · h6 чёрная пешка · a5 чёрная пешка · b5 чёрный слон · h5 чёрная ладья · b4 чёрная пешка · d4 чёрная пешка · e4 чёрный ферзь · b3 чёрный конь · e3 белая пешка · d2 белая пешка · e2 белый ферзь · h2 белая пешка · a1 белая ладья · e1 белый король · h1 белая ладья | e8 чёрный король · c7 чёрный слон · f7 чёрный конь · c6 чёрная пешка · e6 чёрная пешка · h6 чёрная пешка · a5 чёрная пешка · b5 чёрный слон · h5 чёрная ладья · b4 чёрная пешка · d4 чёрная пешка · e4 чёрный ферзь · b3 чёрный конь · e3 белая пешка · d2 белая пешка · e2 белый ферзь · h2 белая пешка · a1 белая ладья · e1 белый король · h1 белая ладья | e8 чёрный король · c7 чёрный слон · f7 чёрный конь · c6 чёрная пешка · e6 чёрная пешка · h6 чёрная пешка · a5 чёрная пешка · b5 чёрный слон · h5 чёрная ладья · b4 чёрная пешка · d4 чёрная пешка · e4 чёрный ферзь · b3 чёрный конь · e3 белая пешка · d2 белая пешка · e2 белый ферзь · h2 белая пешка · a1 белая ладья · e1 белый король · h1 белая ладья | e8 чёрный король · c7 чёрный слон · f7 чёрный конь · c6 чёрная пешка · e6 чёрная пешка · h6 чёрная пешка · a5 чёрная пешка · b5 чёрный слон · h5 чёрная ладья · b4 чёрная пешка · d4 чёрная пешка · e4 чёрный ферзь · b3 чёрный конь · e3 белая пешка · d2 белая пешка · e2 белый ферзь · h2 белая пешка · a1 белая ладья · e1 белый король · h1 белая ладья | e8 чёрный король · c7 чёрный слон · f7 чёрный конь · c6 чёрная пешка · e6 чёрная пешка · h6 чёрная пешка · a5 чёрная пешка · b5 чёрный слон · h5 чёрная ладья · b4 чёрная пешка · d4 чёрная пешка · e4 чёрный ферзь · b3 чёрный конь · e3 белая пешка · d2 белая пешка · e2 белый ферзь · h2 белая пешка · a1 белая ладья · e1 белый король · h1 белая ладья | e8 чёрный король · c7 чёрный слон · f7 чёрный конь · c6 чёрная пешка · e6 чёрная пешка · h6 чёрная пешка · a5 чёрная пешка · b5 чёрный слон · h5 чёрная ладья · b4 чёрная пешка · d4 чёрная пешка · e4 чёрный ферзь · b3 чёрный конь · e3 белая пешка · d2 белая пешка · e2 белый ферзь · h2 белая пешка · a1 белая ладья · e1 белый король · h1 белая ладья | 7 |
| 6 | e8 чёрный король · c7 чёрный слон · f7 чёрный конь · c6 чёрная пешка · e6 чёрная пешка · h6 чёрная пешка · a5 чёрная пешка · b5 чёрный слон · h5 чёрная ладья · b4 чёрная пешка · d4 чёрная пешка · e4 чёрный ферзь · b3 чёрный конь · e3 белая пешка · d2 белая пешка · e2 белый ферзь · h2 белая пешка · a1 белая ладья · e1 белый король · h1 белая ладья | e8 чёрный король · c7 чёрный слон · f7 чёрный конь · c6 чёрная пешка · e6 чёрная пешка · h6 чёрная пешка · a5 чёрная пешка · b5 чёрный слон · h5 чёрная ладья · b4 чёрная пешка · d4 чёрная пешка · e4 чёрный ферзь · b3 чёрный конь · e3 белая пешка · d2 белая пешка · e2 белый ферзь · h2 белая пешка · a1 белая ладья · e1 белый король · h1 белая ладья | e8 чёрный король · c7 чёрный слон · f7 чёрный конь · c6 чёрная пешка · e6 чёрная пешка · h6 чёрная пешка · a5 чёрная пешка · b5 чёрный слон · h5 чёрная ладья · b4 чёрная пешка · d4 чёрная пешка · e4 чёрный ферзь · b3 чёрный конь · e3 белая пешка · d2 белая пешка · e2 белый ферзь · h2 белая пешка · a1 белая ладья · e1 белый король · h1 белая ладья | e8 чёрный король · c7 чёрный слон · f7 чёрный конь · c6 чёрная пешка · e6 чёрная пешка · h6 чёрная пешка · a5 чёрная пешка · b5 чёрный слон · h5 чёрная ладья · b4 чёрная пешка · d4 чёрная пешка · e4 чёрный ферзь · b3 чёрный конь · e3 белая пешка · d2 белая пешка · e2 белый ферзь · h2 белая пешка · a1 белая ладья · e1 белый король · h1 белая ладья | e8 чёрный король · c7 чёрный слон · f7 чёрный конь · c6 чёрная пешка · e6 чёрная пешка · h6 чёрная пешка · a5 чёрная пешка · b5 чёрный слон · h5 чёрная ладья · b4 чёрная пешка · d4 чёрная пешка · e4 чёрный ферзь · b3 чёрный конь · e3 белая пешка · d2 белая пешка · e2 белый ферзь · h2 белая пешка · a1 белая ладья · e1 белый король · h1 белая ладья | e8 чёрный король · c7 чёрный слон · f7 чёрный конь · c6 чёрная пешка · e6 чёрная пешка · h6 чёрная пешка · a5 чёрная пешка · b5 чёрный слон · h5 чёрная ладья · b4 чёрная пешка · d4 чёрная пешка · e4 чёрный ферзь · b3 чёрный конь · e3 белая пешка · d2 белая пешка · e2 белый ферзь · h2 белая пешка · a1 белая ладья · e1 белый король · h1 белая ладья | e8 чёрный король · c7 чёрный слон · f7 чёрный конь · c6 чёрная пешка · e6 чёрная пешка · h6 чёрная пешка · a5 чёрная пешка · b5 чёрный слон · h5 чёрная ладья · b4 чёрная пешка · d4 чёрная пешка · e4 чёрный ферзь · b3 чёрный конь · e3 белая пешка · d2 белая пешка · e2 белый ферзь · h2 белая пешка · a1 белая ладья · e1 белый король · h1 белая ладья | e8 чёрный король · c7 чёрный слон · f7 чёрный конь · c6 чёрная пешка · e6 чёрная пешка · h6 чёрная пешка · a5 чёрная пешка · b5 чёрный слон · h5 чёрная ладья · b4 чёрная пешка · d4 чёрная пешка · e4 чёрный ферзь · b3 чёрный конь · e3 белая пешка · d2 белая пешка · e2 белый ферзь · h2 белая пешка · a1 белая ладья · e1 белый король · h1 белая ладья | 6 |
| 5 | e8 чёрный король · c7 чёрный слон · f7 чёрный конь · c6 чёрная пешка · e6 чёрная пешка · h6 чёрная пешка · a5 чёрная пешка · b5 чёрный слон · h5 чёрная ладья · b4 чёрная пешка · d4 чёрная пешка · e4 чёрный ферзь · b3 чёрный конь · e3 белая пешка · d2 белая пешка · e2 белый ферзь · h2 белая пешка · a1 белая ладья · e1 белый король · h1 белая ладья | e8 чёрный король · c7 чёрный слон · f7 чёрный конь · c6 чёрная пешка · e6 чёрная пешка · h6 чёрная пешка · a5 чёрная пешка · b5 чёрный слон · h5 чёрная ладья · b4 чёрная пешка · d4 чёрная пешка · e4 чёрный ферзь · b3 чёрный конь · e3 белая пешка · d2 белая пешка · e2 белый ферзь · h2 белая пешка · a1 белая ладья · e1 белый король · h1 белая ладья | e8 чёрный король · c7 чёрный слон · f7 чёрный конь · c6 чёрная пешка · e6 чёрная пешка · h6 чёрная пешка · a5 чёрная пешка · b5 чёрный слон · h5 чёрная ладья · b4 чёрная пешка · d4 чёрная пешка · e4 чёрный ферзь · b3 чёрный конь · e3 белая пешка · d2 белая пешка · e2 белый ферзь · h2 белая пешка · a1 белая ладья · e1 белый король · h1 белая ладья | e8 чёрный король · c7 чёрный слон · f7 чёрный конь · c6 чёрная пешка · e6 чёрная пешка · h6 чёрная пешка · a5 чёрная пешка · b5 чёрный слон · h5 чёрная ладья · b4 чёрная пешка · d4 чёрная пешка · e4 чёрный ферзь · b3 чёрный конь · e3 белая пешка · d2 белая пешка · e2 белый ферзь · h2 белая пешка · a1 белая ладья · e1 белый король · h1 белая ладья | e8 чёрный король · c7 чёрный слон · f7 чёрный конь · c6 чёрная пешка · e6 чёрная пешка · h6 чёрная пешка · a5 чёрная пешка · b5 чёрный слон · h5 чёрная ладья · b4 чёрная пешка · d4 чёрная пешка · e4 чёрный ферзь · b3 чёрный конь · e3 белая пешка · d2 белая пешка · e2 белый ферзь · h2 белая пешка · a1 белая ладья · e1 белый король · h1 белая ладья | e8 чёрный король · c7 чёрный слон · f7 чёрный конь · c6 чёрная пешка · e6 чёрная пешка · h6 чёрная пешка · a5 чёрная пешка · b5 чёрный слон · h5 чёрная ладья · b4 чёрная пешка · d4 чёрная пешка · e4 чёрный ферзь · b3 чёрный конь · e3 белая пешка · d2 белая пешка · e2 белый ферзь · h2 белая пешка · a1 белая ладья · e1 белый король · h1 белая ладья | e8 чёрный король · c7 чёрный слон · f7 чёрный конь · c6 чёрная пешка · e6 чёрная пешка · h6 чёрная пешка · a5 чёрная пешка · b5 чёрный слон · h5 чёрная ладья · b4 чёрная пешка · d4 чёрная пешка · e4 чёрный ферзь · b3 чёрный конь · e3 белая пешка · d2 белая пешка · e2 белый ферзь · h2 белая пешка · a1 белая ладья · e1 белый король · h1 белая ладья | e8 чёрный король · c7 чёрный слон · f7 чёрный конь · c6 чёрная пешка · e6 чёрная пешка · h6 чёрная пешка · a5 чёрная пешка · b5 чёрный слон · h5 чёрная ладья · b4 чёрная пешка · d4 чёрная пешка · e4 чёрный ферзь · b3 чёрный конь · e3 белая пешка · d2 белая пешка · e2 белый ферзь · h2 белая пешка · a1 белая ладья · e1 белый король · h1 белая ладья | 5 |
| 4 | e8 чёрный король · c7 чёрный слон · f7 чёрный конь · c6 чёрная пешка · e6 чёрная пешка · h6 чёрная пешка · a5 чёрная пешка · b5 чёрный слон · h5 чёрная ладья · b4 чёрная пешка · d4 чёрная пешка · e4 чёрный ферзь · b3 чёрный конь · e3 белая пешка · d2 белая пешка · e2 белый ферзь · h2 белая пешка · a1 белая ладья · e1 белый король · h1 белая ладья | e8 чёрный король · c7 чёрный слон · f7 чёрный конь · c6 чёрная пешка · e6 чёрная пешка · h6 чёрная пешка · a5 чёрная пешка · b5 чёрный слон · h5 чёрная ладья · b4 чёрная пешка · d4 чёрная пешка · e4 чёрный ферзь · b3 чёрный конь · e3 белая пешка · d2 белая пешка · e2 белый ферзь · h2 белая пешка · a1 белая ладья · e1 белый король · h1 белая ладья | e8 чёрный король · c7 чёрный слон · f7 чёрный конь · c6 чёрная пешка · e6 чёрная пешка · h6 чёрная пешка · a5 чёрная пешка · b5 чёрный слон · h5 чёрная ладья · b4 чёрная пешка · d4 чёрная пешка · e4 чёрный ферзь · b3 чёрный конь · e3 белая пешка · d2 белая пешка · e2 белый ферзь · h2 белая пешка · a1 белая ладья · e1 белый король · h1 белая ладья | e8 чёрный король · c7 чёрный слон · f7 чёрный конь · c6 чёрная пешка · e6 чёрная пешка · h6 чёрная пешка · a5 чёрная пешка · b5 чёрный слон · h5 чёрная ладья · b4 чёрная пешка · d4 чёрная пешка · e4 чёрный ферзь · b3 чёрный конь · e3 белая пешка · d2 белая пешка · e2 белый ферзь · h2 белая пешка · a1 белая ладья · e1 белый король · h1 белая ладья | e8 чёрный король · c7 чёрный слон · f7 чёрный конь · c6 чёрная пешка · e6 чёрная пешка · h6 чёрная пешка · a5 чёрная пешка · b5 чёрный слон · h5 чёрная ладья · b4 чёрная пешка · d4 чёрная пешка · e4 чёрный ферзь · b3 чёрный конь · e3 белая пешка · d2 белая пешка · e2 белый ферзь · h2 белая пешка · a1 белая ладья · e1 белый король · h1 белая ладья | e8 чёрный король · c7 чёрный слон · f7 чёрный конь · c6 чёрная пешка · e6 чёрная пешка · h6 чёрная пешка · a5 чёрная пешка · b5 чёрный слон · h5 чёрная ладья · b4 чёрная пешка · d4 чёрная пешка · e4 чёрный ферзь · b3 чёрный конь · e3 белая пешка · d2 белая пешка · e2 белый ферзь · h2 белая пешка · a1 белая ладья · e1 белый король · h1 белая ладья | e8 чёрный король · c7 чёрный слон · f7 чёрный конь · c6 чёрная пешка · e6 чёрная пешка · h6 чёрная пешка · a5 чёрная пешка · b5 чёрный слон · h5 чёрная ладья · b4 чёрная пешка · d4 чёрная пешка · e4 чёрный ферзь · b3 чёрный конь · e3 белая пешка · d2 белая пешка · e2 белый ферзь · h2 белая пешка · a1 белая ладья · e1 белый король · h1 белая ладья | e8 чёрный король · c7 чёрный слон · f7 чёрный конь · c6 чёрная пешка · e6 чёрная пешка · h6 чёрная пешка · a5 чёрная пешка · b5 чёрный слон · h5 чёрная ладья · b4 чёрная пешка · d4 чёрная пешка · e4 чёрный ферзь · b3 чёрный конь · e3 белая пешка · d2 белая пешка · e2 белый ферзь · h2 белая пешка · a1 белая ладья · e1 белый король · h1 белая ладья | 4 |
| 3 | e8 чёрный король · c7 чёрный слон · f7 чёрный конь · c6 чёрная пешка · e6 чёрная пешка · h6 чёрная пешка · a5 чёрная пешка · b5 чёрный слон · h5 чёрная ладья · b4 чёрная пешка · d4 чёрная пешка · e4 чёрный ферзь · b3 чёрный конь · e3 белая пешка · d2 белая пешка · e2 белый ферзь · h2 белая пешка · a1 белая ладья · e1 белый король · h1 белая ладья | e8 чёрный король · c7 чёрный слон · f7 чёрный конь · c6 чёрная пешка · e6 чёрная пешка · h6 чёрная пешка · a5 чёрная пешка · b5 чёрный слон · h5 чёрная ладья · b4 чёрная пешка · d4 чёрная пешка · e4 чёрный ферзь · b3 чёрный конь · e3 белая пешка · d2 белая пешка · e2 белый ферзь · h2 белая пешка · a1 белая ладья · e1 белый король · h1 белая ладья | e8 чёрный король · c7 чёрный слон · f7 чёрный конь · c6 чёрная пешка · e6 чёрная пешка · h6 чёрная пешка · a5 чёрная пешка · b5 чёрный слон · h5 чёрная ладья · b4 чёрная пешка · d4 чёрная пешка · e4 чёрный ферзь · b3 чёрный конь · e3 белая пешка · d2 белая пешка · e2 белый ферзь · h2 белая пешка · a1 белая ладья · e1 белый король · h1 белая ладья | e8 чёрный король · c7 чёрный слон · f7 чёрный конь · c6 чёрная пешка · e6 чёрная пешка · h6 чёрная пешка · a5 чёрная пешка · b5 чёрный слон · h5 чёрная ладья · b4 чёрная пешка · d4 чёрная пешка · e4 чёрный ферзь · b3 чёрный конь · e3 белая пешка · d2 белая пешка · e2 белый ферзь · h2 белая пешка · a1 белая ладья · e1 белый король · h1 белая ладья | e8 чёрный король · c7 чёрный слон · f7 чёрный конь · c6 чёрная пешка · e6 чёрная пешка · h6 чёрная пешка · a5 чёрная пешка · b5 чёрный слон · h5 чёрная ладья · b4 чёрная пешка · d4 чёрная пешка · e4 чёрный ферзь · b3 чёрный конь · e3 белая пешка · d2 белая пешка · e2 белый ферзь · h2 белая пешка · a1 белая ладья · e1 белый король · h1 белая ладья | e8 чёрный король · c7 чёрный слон · f7 чёрный конь · c6 чёрная пешка · e6 чёрная пешка · h6 чёрная пешка · a5 чёрная пешка · b5 чёрный слон · h5 чёрная ладья · b4 чёрная пешка · d4 чёрная пешка · e4 чёрный ферзь · b3 чёрный конь · e3 белая пешка · d2 белая пешка · e2 белый ферзь · h2 белая пешка · a1 белая ладья · e1 белый король · h1 белая ладья | e8 чёрный король · c7 чёрный слон · f7 чёрный конь · c6 чёрная пешка · e6 чёрная пешка · h6 чёрная пешка · a5 чёрная пешка · b5 чёрный слон · h5 чёрная ладья · b4 чёрная пешка · d4 чёрная пешка · e4 чёрный ферзь · b3 чёрный конь · e3 белая пешка · d2 белая пешка · e2 белый ферзь · h2 белая пешка · a1 белая ладья · e1 белый король · h1 белая ладья | e8 чёрный король · c7 чёрный слон · f7 чёрный конь · c6 чёрная пешка · e6 чёрная пешка · h6 чёрная пешка · a5 чёрная пешка · b5 чёрный слон · h5 чёрная ладья · b4 чёрная пешка · d4 чёрная пешка · e4 чёрный ферзь · b3 чёрный конь · e3 белая пешка · d2 белая пешка · e2 белый ферзь · h2 белая пешка · a1 белая ладья · e1 белый король · h1 белая ладья | 3 |
| 2 | e8 чёрный король · c7 чёрный слон · f7 чёрный конь · c6 чёрная пешка · e6 чёрная пешка · h6 чёрная пешка · a5 чёрная пешка · b5 чёрный слон · h5 чёрная ладья · b4 чёрная пешка · d4 чёрная пешка · e4 чёрный ферзь · b3 чёрный конь · e3 белая пешка · d2 белая пешка · e2 белый ферзь · h2 белая пешка · a1 белая ладья · e1 белый король · h1 белая ладья | e8 чёрный король · c7 чёрный слон · f7 чёрный конь · c6 чёрная пешка · e6 чёрная пешка · h6 чёрная пешка · a5 чёрная пешка · b5 чёрный слон · h5 чёрная ладья · b4 чёрная пешка · d4 чёрная пешка · e4 чёрный ферзь · b3 чёрный конь · e3 белая пешка · d2 белая пешка · e2 белый ферзь · h2 белая пешка · a1 белая ладья · e1 белый король · h1 белая ладья | e8 чёрный король · c7 чёрный слон · f7 чёрный конь · c6 чёрная пешка · e6 чёрная пешка · h6 чёрная пешка · a5 чёрная пешка · b5 чёрный слон · h5 чёрная ладья · b4 чёрная пешка · d4 чёрная пешка · e4 чёрный ферзь · b3 чёрный конь · e3 белая пешка · d2 белая пешка · e2 белый ферзь · h2 белая пешка · a1 белая ладья · e1 белый король · h1 белая ладья | e8 чёрный король · c7 чёрный слон · f7 чёрный конь · c6 чёрная пешка · e6 чёрная пешка · h6 чёрная пешка · a5 чёрная пешка · b5 чёрный слон · h5 чёрная ладья · b4 чёрная пешка · d4 чёрная пешка · e4 чёрный ферзь · b3 чёрный конь · e3 белая пешка · d2 белая пешка · e2 белый ферзь · h2 белая пешка · a1 белая ладья · e1 белый король · h1 белая ладья | e8 чёрный король · c7 чёрный слон · f7 чёрный конь · c6 чёрная пешка · e6 чёрная пешка · h6 чёрная пешка · a5 чёрная пешка · b5 чёрный слон · h5 чёрная ладья · b4 чёрная пешка · d4 чёрная пешка · e4 чёрный ферзь · b3 чёрный конь · e3 белая пешка · d2 белая пешка · e2 белый ферзь · h2 белая пешка · a1 белая ладья · e1 белый король · h1 белая ладья | e8 чёрный король · c7 чёрный слон · f7 чёрный конь · c6 чёрная пешка · e6 чёрная пешка · h6 чёрная пешка · a5 чёрная пешка · b5 чёрный слон · h5 чёрная ладья · b4 чёрная пешка · d4 чёрная пешка · e4 чёрный ферзь · b3 чёрный конь · e3 белая пешка · d2 белая пешка · e2 белый ферзь · h2 белая пешка · a1 белая ладья · e1 белый король · h1 белая ладья | e8 чёрный король · c7 чёрный слон · f7 чёрный конь · c6 чёрная пешка · e6 чёрная пешка · h6 чёрная пешка · a5 чёрная пешка · b5 чёрный слон · h5 чёрная ладья · b4 чёрная пешка · d4 чёрная пешка · e4 чёрный ферзь · b3 чёрный конь · e3 белая пешка · d2 белая пешка · e2 белый ферзь · h2 белая пешка · a1 белая ладья · e1 белый король · h1 белая ладья | e8 чёрный король · c7 чёрный слон · f7 чёрный конь · c6 чёрная пешка · e6 чёрная пешка · h6 чёрная пешка · a5 чёрная пешка · b5 чёрный слон · h5 чёрная ладья · b4 чёрная пешка · d4 чёрная пешка · e4 чёрный ферзь · b3 чёрный конь · e3 белая пешка · d2 белая пешка · e2 белый ферзь · h2 белая пешка · a1 белая ладья · e1 белый король · h1 белая ладья | 2 |
| 1 | e8 чёрный король · c7 чёрный слон · f7 чёрный конь · c6 чёрная пешка · e6 чёрная пешка · h6 чёрная пешка · a5 чёрная пешка · b5 чёрный слон · h5 чёрная ладья · b4 чёрная пешка · d4 чёрная пешка · e4 чёрный ферзь · b3 чёрный конь · e3 белая пешка · d2 белая пешка · e2 белый ферзь · h2 белая пешка · a1 белая ладья · e1 белый король · h1 белая ладья | e8 чёрный король · c7 чёрный слон · f7 чёрный конь · c6 чёрная пешка · e6 чёрная пешка · h6 чёрная пешка · a5 чёрная пешка · b5 чёрный слон · h5 чёрная ладья · b4 чёрная пешка · d4 чёрная пешка · e4 чёрный ферзь · b3 чёрный конь · e3 белая пешка · d2 белая пешка · e2 белый ферзь · h2 белая пешка · a1 белая ладья · e1 белый король · h1 белая ладья | e8 чёрный король · c7 чёрный слон · f7 чёрный конь · c6 чёрная пешка · e6 чёрная пешка · h6 чёрная пешка · a5 чёрная пешка · b5 чёрный слон · h5 чёрная ладья · b4 чёрная пешка · d4 чёрная пешка · e4 чёрный ферзь · b3 чёрный конь · e3 белая пешка · d2 белая пешка · e2 белый ферзь · h2 белая пешка · a1 белая ладья · e1 белый король · h1 белая ладья | e8 чёрный король · c7 чёрный слон · f7 чёрный конь · c6 чёрная пешка · e6 чёрная пешка · h6 чёрная пешка · a5 чёрная пешка · b5 чёрный слон · h5 чёрная ладья · b4 чёрная пешка · d4 чёрная пешка · e4 чёрный ферзь · b3 чёрный конь · e3 белая пешка · d2 белая пешка · e2 белый ферзь · h2 белая пешка · a1 белая ладья · e1 белый король · h1 белая ладья | e8 чёрный король · c7 чёрный слон · f7 чёрный конь · c6 чёрная пешка · e6 чёрная пешка · h6 чёрная пешка · a5 чёрная пешка · b5 чёрный слон · h5 чёрная ладья · b4 чёрная пешка · d4 чёрная пешка · e4 чёрный ферзь · b3 чёрный конь · e3 белая пешка · d2 белая пешка · e2 белый ферзь · h2 белая пешка · a1 белая ладья · e1 белый король · h1 белая ладья | e8 чёрный король · c7 чёрный слон · f7 чёрный конь · c6 чёрная пешка · e6 чёрная пешка · h6 чёрная пешка · a5 чёрная пешка · b5 чёрный слон · h5 чёрная ладья · b4 чёрная пешка · d4 чёрная пешка · e4 чёрный ферзь · b3 чёрный конь · e3 белая пешка · d2 белая пешка · e2 белый ферзь · h2 белая пешка · a1 белая ладья · e1 белый король · h1 белая ладья | e8 чёрный король · c7 чёрный слон · f7 чёрный конь · c6 чёрная пешка · e6 чёрная пешка · h6 чёрная пешка · a5 чёрная пешка · b5 чёрный слон · h5 чёрная ладья · b4 чёрная пешка · d4 чёрная пешка · e4 чёрный ферзь · b3 чёрный конь · e3 белая пешка · d2 белая пешка · e2 белый ферзь · h2 белая пешка · a1 белая ладья · e1 белый король · h1 белая ладья | e8 чёрный король · c7 чёрный слон · f7 чёрный конь · c6 чёрная пешка · e6 чёрная пешка · h6 чёрная пешка · a5 чёрная пешка · b5 чёрный слон · h5 чёрная ладья · b4 чёрная пешка · d4 чёрная пешка · e4 чёрный ферзь · b3 чёрный конь · e3 белая пешка · d2 белая пешка · e2 белый ферзь · h2 белая пешка · a1 белая ладья · e1 белый король · h1 белая ладья | 1 |
|   | a | b | c | d | e | f | g | h |   |

|   | a | b | c | d | e | f | g | h |   |
| - | --- | --- | --- | --- | --- | --- | --- | --- | - |
| 8 | d8 чёрный король · c7 чёрная ладья · b6 чёрная пешка · f6 чёрный конь · a5 чёрный конь · g5 чёрная ладья · d4 чёрный ферзь · a3 чёрная пешка · d3 белая пешка · g3 чёрный слон · a2 белая пешка · d2 белый король · a1 белый ферзь · d1 белый слон · h1 белая ладья | d8 чёрный король · c7 чёрная ладья · b6 чёрная пешка · f6 чёрный конь · a5 чёрный конь · g5 чёрная ладья · d4 чёрный ферзь · a3 чёрная пешка · d3 белая пешка · g3 чёрный слон · a2 белая пешка · d2 белый король · a1 белый ферзь · d1 белый слон · h1 белая ладья | d8 чёрный король · c7 чёрная ладья · b6 чёрная пешка · f6 чёрный конь · a5 чёрный конь · g5 чёрная ладья · d4 чёрный ферзь · a3 чёрная пешка · d3 белая пешка · g3 чёрный слон · a2 белая пешка · d2 белый король · a1 белый ферзь · d1 белый слон · h1 белая ладья | d8 чёрный король · c7 чёрная ладья · b6 чёрная пешка · f6 чёрный конь · a5 чёрный конь · g5 чёрная ладья · d4 чёрный ферзь · a3 чёрная пешка · d3 белая пешка · g3 чёрный слон · a2 белая пешка · d2 белый король · a1 белый ферзь · d1 белый слон · h1 белая ладья | d8 чёрный король · c7 чёрная ладья · b6 чёрная пешка · f6 чёрный конь · a5 чёрный конь · g5 чёрная ладья · d4 чёрный ферзь · a3 чёрная пешка · d3 белая пешка · g3 чёрный слон · a2 белая пешка · d2 белый король · a1 белый ферзь · d1 белый слон · h1 белая ладья | d8 чёрный король · c7 чёрная ладья · b6 чёрная пешка · f6 чёрный конь · a5 чёрный конь · g5 чёрная ладья · d4 чёрный ферзь · a3 чёрная пешка · d3 белая пешка · g3 чёрный слон · a2 белая пешка · d2 белый король · a1 белый ферзь · d1 белый слон · h1 белая ладья | d8 чёрный король · c7 чёрная ладья · b6 чёрная пешка · f6 чёрный конь · a5 чёрный конь · g5 чёрная ладья · d4 чёрный ферзь · a3 чёрная пешка · d3 белая пешка · g3 чёрный слон · a2 белая пешка · d2 белый король · a1 белый ферзь · d1 белый слон · h1 белая ладья | d8 чёрный король · c7 чёрная ладья · b6 чёрная пешка · f6 чёрный конь · a5 чёрный конь · g5 чёрная ладья · d4 чёрный ферзь · a3 чёрная пешка · d3 белая пешка · g3 чёрный слон · a2 белая пешка · d2 белый король · a1 белый ферзь · d1 белый слон · h1 белая ладья | 8 |
| 7 | d8 чёрный король · c7 чёрная ладья · b6 чёрная пешка · f6 чёрный конь · a5 чёрный конь · g5 чёрная ладья · d4 чёрный ферзь · a3 чёрная пешка · d3 белая пешка · g3 чёрный слон · a2 белая пешка · d2 белый король · a1 белый ферзь · d1 белый слон · h1 белая ладья | d8 чёрный король · c7 чёрная ладья · b6 чёрная пешка · f6 чёрный конь · a5 чёрный конь · g5 чёрная ладья · d4 чёрный ферзь · a3 чёрная пешка · d3 белая пешка · g3 чёрный слон · a2 белая пешка · d2 белый король · a1 белый ферзь · d1 белый слон · h1 белая ладья | d8 чёрный король · c7 чёрная ладья · b6 чёрная пешка · f6 чёрный конь · a5 чёрный конь · g5 чёрная ладья · d4 чёрный ферзь · a3 чёрная пешка · d3 белая пешка · g3 чёрный слон · a2 белая пешка · d2 белый король · a1 белый ферзь · d1 белый слон · h1 белая ладья | d8 чёрный король · c7 чёрная ладья · b6 чёрная пешка · f6 чёрный конь · a5 чёрный конь · g5 чёрная ладья · d4 чёрный ферзь · a3 чёрная пешка · d3 белая пешка · g3 чёрный слон · a2 белая пешка · d2 белый король · a1 белый ферзь · d1 белый слон · h1 белая ладья | d8 чёрный король · c7 чёрная ладья · b6 чёрная пешка · f6 чёрный конь · a5 чёрный конь · g5 чёрная ладья · d4 чёрный ферзь · a3 чёрная пешка · d3 белая пешка · g3 чёрный слон · a2 белая пешка · d2 белый король · a1 белый ферзь · d1 белый слон · h1 белая ладья | d8 чёрный король · c7 чёрная ладья · b6 чёрная пешка · f6 чёрный конь · a5 чёрный конь · g5 чёрная ладья · d4 чёрный ферзь · a3 чёрная пешка · d3 белая пешка · g3 чёрный слон · a2 белая пешка · d2 белый король · a1 белый ферзь · d1 белый слон · h1 белая ладья | d8 чёрный король · c7 чёрная ладья · b6 чёрная пешка · f6 чёрный конь · a5 чёрный конь · g5 чёрная ладья · d4 чёрный ферзь · a3 чёрная пешка · d3 белая пешка · g3 чёрный слон · a2 белая пешка · d2 белый король · a1 белый ферзь · d1 белый слон · h1 белая ладья | d8 чёрный король · c7 чёрная ладья · b6 чёрная пешка · f6 чёрный конь · a5 чёрный конь · g5 чёрная ладья · d4 чёрный ферзь · a3 чёрная пешка · d3 белая пешка · g3 чёрный слон · a2 белая пешка · d2 белый король · a1 белый ферзь · d1 белый слон · h1 белая ладья | 7 |
| 6 | d8 чёрный король · c7 чёрная ладья · b6 чёрная пешка · f6 чёрный конь · a5 чёрный конь · g5 чёрная ладья · d4 чёрный ферзь · a3 чёрная пешка · d3 белая пешка · g3 чёрный слон · a2 белая пешка · d2 белый король · a1 белый ферзь · d1 белый слон · h1 белая ладья | d8 чёрный король · c7 чёрная ладья · b6 чёрная пешка · f6 чёрный конь · a5 чёрный конь · g5 чёрная ладья · d4 чёрный ферзь · a3 чёрная пешка · d3 белая пешка · g3 чёрный слон · a2 белая пешка · d2 белый король · a1 белый ферзь · d1 белый слон · h1 белая ладья | d8 чёрный король · c7 чёрная ладья · b6 чёрная пешка · f6 чёрный конь · a5 чёрный конь · g5 чёрная ладья · d4 чёрный ферзь · a3 чёрная пешка · d3 белая пешка · g3 чёрный слон · a2 белая пешка · d2 белый король · a1 белый ферзь · d1 белый слон · h1 белая ладья | d8 чёрный король · c7 чёрная ладья · b6 чёрная пешка · f6 чёрный конь · a5 чёрный конь · g5 чёрная ладья · d4 чёрный ферзь · a3 чёрная пешка · d3 белая пешка · g3 чёрный слон · a2 белая пешка · d2 белый король · a1 белый ферзь · d1 белый слон · h1 белая ладья | d8 чёрный король · c7 чёрная ладья · b6 чёрная пешка · f6 чёрный конь · a5 чёрный конь · g5 чёрная ладья · d4 чёрный ферзь · a3 чёрная пешка · d3 белая пешка · g3 чёрный слон · a2 белая пешка · d2 белый король · a1 белый ферзь · d1 белый слон · h1 белая ладья | d8 чёрный король · c7 чёрная ладья · b6 чёрная пешка · f6 чёрный конь · a5 чёрный конь · g5 чёрная ладья · d4 чёрный ферзь · a3 чёрная пешка · d3 белая пешка · g3 чёрный слон · a2 белая пешка · d2 белый король · a1 белый ферзь · d1 белый слон · h1 белая ладья | d8 чёрный король · c7 чёрная ладья · b6 чёрная пешка · f6 чёрный конь · a5 чёрный конь · g5 чёрная ладья · d4 чёрный ферзь · a3 чёрная пешка · d3 белая пешка · g3 чёрный слон · a2 белая пешка · d2 белый король · a1 белый ферзь · d1 белый слон · h1 белая ладья | d8 чёрный король · c7 чёрная ладья · b6 чёрная пешка · f6 чёрный конь · a5 чёрный конь · g5 чёрная ладья · d4 чёрный ферзь · a3 чёрная пешка · d3 белая пешка · g3 чёрный слон · a2 белая пешка · d2 белый король · a1 белый ферзь · d1 белый слон · h1 белая ладья | 6 |
| 5 | d8 чёрный король · c7 чёрная ладья · b6 чёрная пешка · f6 чёрный конь · a5 чёрный конь · g5 чёрная ладья · d4 чёрный ферзь · a3 чёрная пешка · d3 белая пешка · g3 чёрный слон · a2 белая пешка · d2 белый король · a1 белый ферзь · d1 белый слон · h1 белая ладья | d8 чёрный король · c7 чёрная ладья · b6 чёрная пешка · f6 чёрный конь · a5 чёрный конь · g5 чёрная ладья · d4 чёрный ферзь · a3 чёрная пешка · d3 белая пешка · g3 чёрный слон · a2 белая пешка · d2 белый король · a1 белый ферзь · d1 белый слон · h1 белая ладья | d8 чёрный король · c7 чёрная ладья · b6 чёрная пешка · f6 чёрный конь · a5 чёрный конь · g5 чёрная ладья · d4 чёрный ферзь · a3 чёрная пешка · d3 белая пешка · g3 чёрный слон · a2 белая пешка · d2 белый король · a1 белый ферзь · d1 белый слон · h1 белая ладья | d8 чёрный король · c7 чёрная ладья · b6 чёрная пешка · f6 чёрный конь · a5 чёрный конь · g5 чёрная ладья · d4 чёрный ферзь · a3 чёрная пешка · d3 белая пешка · g3 чёрный слон · a2 белая пешка · d2 белый король · a1 белый ферзь · d1 белый слон · h1 белая ладья | d8 чёрный король · c7 чёрная ладья · b6 чёрная пешка · f6 чёрный конь · a5 чёрный конь · g5 чёрная ладья · d4 чёрный ферзь · a3 чёрная пешка · d3 белая пешка · g3 чёрный слон · a2 белая пешка · d2 белый король · a1 белый ферзь · d1 белый слон · h1 белая ладья | d8 чёрный король · c7 чёрная ладья · b6 чёрная пешка · f6 чёрный конь · a5 чёрный конь · g5 чёрная ладья · d4 чёрный ферзь · a3 чёрная пешка · d3 белая пешка · g3 чёрный слон · a2 белая пешка · d2 белый король · a1 белый ферзь · d1 белый слон · h1 белая ладья | d8 чёрный король · c7 чёрная ладья · b6 чёрная пешка · f6 чёрный конь · a5 чёрный конь · g5 чёрная ладья · d4 чёрный ферзь · a3 чёрная пешка · d3 белая пешка · g3 чёрный слон · a2 белая пешка · d2 белый король · a1 белый ферзь · d1 белый слон · h1 белая ладья | d8 чёрный король · c7 чёрная ладья · b6 чёрная пешка · f6 чёрный конь · a5 чёрный конь · g5 чёрная ладья · d4 чёрный ферзь · a3 чёрная пешка · d3 белая пешка · g3 чёрный слон · a2 белая пешка · d2 белый король · a1 белый ферзь · d1 белый слон · h1 белая ладья | 5 |
| 4 | d8 чёрный король · c7 чёрная ладья · b6 чёрная пешка · f6 чёрный конь · a5 чёрный конь · g5 чёрная ладья · d4 чёрный ферзь · a3 чёрная пешка · d3 белая пешка · g3 чёрный слон · a2 белая пешка · d2 белый король · a1 белый ферзь · d1 белый слон · h1 белая ладья | d8 чёрный король · c7 чёрная ладья · b6 чёрная пешка · f6 чёрный конь · a5 чёрный конь · g5 чёрная ладья · d4 чёрный ферзь · a3 чёрная пешка · d3 белая пешка · g3 чёрный слон · a2 белая пешка · d2 белый король · a1 белый ферзь · d1 белый слон · h1 белая ладья | d8 чёрный король · c7 чёрная ладья · b6 чёрная пешка · f6 чёрный конь · a5 чёрный конь · g5 чёрная ладья · d4 чёрный ферзь · a3 чёрная пешка · d3 белая пешка · g3 чёрный слон · a2 белая пешка · d2 белый король · a1 белый ферзь · d1 белый слон · h1 белая ладья | d8 чёрный король · c7 чёрная ладья · b6 чёрная пешка · f6 чёрный конь · a5 чёрный конь · g5 чёрная ладья · d4 чёрный ферзь · a3 чёрная пешка · d3 белая пешка · g3 чёрный слон · a2 белая пешка · d2 белый король · a1 белый ферзь · d1 белый слон · h1 белая ладья | d8 чёрный король · c7 чёрная ладья · b6 чёрная пешка · f6 чёрный конь · a5 чёрный конь · g5 чёрная ладья · d4 чёрный ферзь · a3 чёрная пешка · d3 белая пешка · g3 чёрный слон · a2 белая пешка · d2 белый король · a1 белый ферзь · d1 белый слон · h1 белая ладья | d8 чёрный король · c7 чёрная ладья · b6 чёрная пешка · f6 чёрный конь · a5 чёрный конь · g5 чёрная ладья · d4 чёрный ферзь · a3 чёрная пешка · d3 белая пешка · g3 чёрный слон · a2 белая пешка · d2 белый король · a1 белый ферзь · d1 белый слон · h1 белая ладья | d8 чёрный король · c7 чёрная ладья · b6 чёрная пешка · f6 чёрный конь · a5 чёрный конь · g5 чёрная ладья · d4 чёрный ферзь · a3 чёрная пешка · d3 белая пешка · g3 чёрный слон · a2 белая пешка · d2 белый король · a1 белый ферзь · d1 белый слон · h1 белая ладья | d8 чёрный король · c7 чёрная ладья · b6 чёрная пешка · f6 чёрный конь · a5 чёрный конь · g5 чёрная ладья · d4 чёрный ферзь · a3 чёрная пешка · d3 белая пешка · g3 чёрный слон · a2 белая пешка · d2 белый король · a1 белый ферзь · d1 белый слон · h1 белая ладья | 4 |
| 3 | d8 чёрный король · c7 чёрная ладья · b6 чёрная пешка · f6 чёрный конь · a5 чёрный конь · g5 чёрная ладья · d4 чёрный ферзь · a3 чёрная пешка · d3 белая пешка · g3 чёрный слон · a2 белая пешка · d2 белый король · a1 белый ферзь · d1 белый слон · h1 белая ладья | d8 чёрный король · c7 чёрная ладья · b6 чёрная пешка · f6 чёрный конь · a5 чёрный конь · g5 чёрная ладья · d4 чёрный ферзь · a3 чёрная пешка · d3 белая пешка · g3 чёрный слон · a2 белая пешка · d2 белый король · a1 белый ферзь · d1 белый слон · h1 белая ладья | d8 чёрный король · c7 чёрная ладья · b6 чёрная пешка · f6 чёрный конь · a5 чёрный конь · g5 чёрная ладья · d4 чёрный ферзь · a3 чёрная пешка · d3 белая пешка · g3 чёрный слон · a2 белая пешка · d2 белый король · a1 белый ферзь · d1 белый слон · h1 белая ладья | d8 чёрный король · c7 чёрная ладья · b6 чёрная пешка · f6 чёрный конь · a5 чёрный конь · g5 чёрная ладья · d4 чёрный ферзь · a3 чёрная пешка · d3 белая пешка · g3 чёрный слон · a2 белая пешка · d2 белый король · a1 белый ферзь · d1 белый слон · h1 белая ладья | d8 чёрный король · c7 чёрная ладья · b6 чёрная пешка · f6 чёрный конь · a5 чёрный конь · g5 чёрная ладья · d4 чёрный ферзь · a3 чёрная пешка · d3 белая пешка · g3 чёрный слон · a2 белая пешка · d2 белый король · a1 белый ферзь · d1 белый слон · h1 белая ладья | d8 чёрный король · c7 чёрная ладья · b6 чёрная пешка · f6 чёрный конь · a5 чёрный конь · g5 чёрная ладья · d4 чёрный ферзь · a3 чёрная пешка · d3 белая пешка · g3 чёрный слон · a2 белая пешка · d2 белый король · a1 белый ферзь · d1 белый слон · h1 белая ладья | d8 чёрный король · c7 чёрная ладья · b6 чёрная пешка · f6 чёрный конь · a5 чёрный конь · g5 чёрная ладья · d4 чёрный ферзь · a3 чёрная пешка · d3 белая пешка · g3 чёрный слон · a2 белая пешка · d2 белый король · a1 белый ферзь · d1 белый слон · h1 белая ладья | d8 чёрный король · c7 чёрная ладья · b6 чёрная пешка · f6 чёрный конь · a5 чёрный конь · g5 чёрная ладья · d4 чёрный ферзь · a3 чёрная пешка · d3 белая пешка · g3 чёрный слон · a2 белая пешка · d2 белый король · a1 белый ферзь · d1 белый слон · h1 белая ладья | 3 |
| 2 | d8 чёрный король · c7 чёрная ладья · b6 чёрная пешка · f6 чёрный конь · a5 чёрный конь · g5 чёрная ладья · d4 чёрный ферзь · a3 чёрная пешка · d3 белая пешка · g3 чёрный слон · a2 белая пешка · d2 белый король · a1 белый ферзь · d1 белый слон · h1 белая ладья | d8 чёрный король · c7 чёрная ладья · b6 чёрная пешка · f6 чёрный конь · a5 чёрный конь · g5 чёрная ладья · d4 чёрный ферзь · a3 чёрная пешка · d3 белая пешка · g3 чёрный слон · a2 белая пешка · d2 белый король · a1 белый ферзь · d1 белый слон · h1 белая ладья | d8 чёрный король · c7 чёрная ладья · b6 чёрная пешка · f6 чёрный конь · a5 чёрный конь · g5 чёрная ладья · d4 чёрный ферзь · a3 чёрная пешка · d3 белая пешка · g3 чёрный слон · a2 белая пешка · d2 белый король · a1 белый ферзь · d1 белый слон · h1 белая ладья | d8 чёрный король · c7 чёрная ладья · b6 чёрная пешка · f6 чёрный конь · a5 чёрный конь · g5 чёрная ладья · d4 чёрный ферзь · a3 чёрная пешка · d3 белая пешка · g3 чёрный слон · a2 белая пешка · d2 белый король · a1 белый ферзь · d1 белый слон · h1 белая ладья | d8 чёрный король · c7 чёрная ладья · b6 чёрная пешка · f6 чёрный конь · a5 чёрный конь · g5 чёрная ладья · d4 чёрный ферзь · a3 чёрная пешка · d3 белая пешка · g3 чёрный слон · a2 белая пешка · d2 белый король · a1 белый ферзь · d1 белый слон · h1 белая ладья | d8 чёрный король · c7 чёрная ладья · b6 чёрная пешка · f6 чёрный конь · a5 чёрный конь · g5 чёрная ладья · d4 чёрный ферзь · a3 чёрная пешка · d3 белая пешка · g3 чёрный слон · a2 белая пешка · d2 белый король · a1 белый ферзь · d1 белый слон · h1 белая ладья | d8 чёрный король · c7 чёрная ладья · b6 чёрная пешка · f6 чёрный конь · a5 чёрный конь · g5 чёрная ладья · d4 чёрный ферзь · a3 чёрная пешка · d3 белая пешка · g3 чёрный слон · a2 белая пешка · d2 белый король · a1 белый ферзь · d1 белый слон · h1 белая ладья | d8 чёрный король · c7 чёрная ладья · b6 чёрная пешка · f6 чёрный конь · a5 чёрный конь · g5 чёрная ладья · d4 чёрный ферзь · a3 чёрная пешка · d3 белая пешка · g3 чёрный слон · a2 белая пешка · d2 белый король · a1 белый ферзь · d1 белый слон · h1 белая ладья | 2 |
| 1 | d8 чёрный король · c7 чёрная ладья · b6 чёрная пешка · f6 чёрный конь · a5 чёрный конь · g5 чёрная ладья · d4 чёрный ферзь · a3 чёрная пешка · d3 белая пешка · g3 чёрный слон · a2 белая пешка · d2 белый король · a1 белый ферзь · d1 белый слон · h1 белая ладья | d8 чёрный король · c7 чёрная ладья · b6 чёрная пешка · f6 чёрный конь · a5 чёрный конь · g5 чёрная ладья · d4 чёрный ферзь · a3 чёрная пешка · d3 белая пешка · g3 чёрный слон · a2 белая пешка · d2 белый король · a1 белый ферзь · d1 белый слон · h1 белая ладья | d8 чёрный король · c7 чёрная ладья · b6 чёрная пешка · f6 чёрный конь · a5 чёрный конь · g5 чёрная ладья · d4 чёрный ферзь · a3 чёрная пешка · d3 белая пешка · g3 чёрный слон · a2 белая пешка · d2 белый король · a1 белый ферзь · d1 белый слон · h1 белая ладья | d8 чёрный король · c7 чёрная ладья · b6 чёрная пешка · f6 чёрный конь · a5 чёрный конь · g5 чёрная ладья · d4 чёрный ферзь · a3 чёрная пешка · d3 белая пешка · g3 чёрный слон · a2 белая пешка · d2 белый король · a1 белый ферзь · d1 белый слон · h1 белая ладья | d8 чёрный король · c7 чёрная ладья · b6 чёрная пешка · f6 чёрный конь · a5 чёрный конь · g5 чёрная ладья · d4 чёрный ферзь · a3 чёрная пешка · d3 белая пешка · g3 чёрный слон · a2 белая пешка · d2 белый король · a1 белый ферзь · d1 белый слон · h1 белая ладья | d8 чёрный король · c7 чёрная ладья · b6 чёрная пешка · f6 чёрный конь · a5 чёрный конь · g5 чёрная ладья · d4 чёрный ферзь · a3 чёрная пешка · d3 белая пешка · g3 чёрный слон · a2 белая пешка · d2 белый король · a1 белый ферзь · d1 белый слон · h1 белая ладья | d8 чёрный король · c7 чёрная ладья · b6 чёрная пешка · f6 чёрный конь · a5 чёрный конь · g5 чёрная ладья · d4 чёрный ферзь · a3 чёрная пешка · d3 белая пешка · g3 чёрный слон · a2 белая пешка · d2 белый король · a1 белый ферзь · d1 белый слон · h1 белая ладья | d8 чёрный король · c7 чёрная ладья · b6 чёрная пешка · f6 чёрный конь · a5 чёрный конь · g5 чёрная ладья · d4 чёрный ферзь · a3 чёрная пешка · d3 белая пешка · g3 чёрный слон · a2 белая пешка · d2 белый король · a1 белый ферзь · d1 белый слон · h1 белая ладья | 1 |
|   | a | b | c | d | e | f | g | h |   |

Существует достаточно известная легенда о знаменитом американском шахматисте Поле Морфи, который, рассматривая запечатлённую на этом изображении шахматную позицию в течение короткого времени, нашёл способ для молодого человека вырваться из ловушки своего противника.
Впервые анекдот о Поле Морфи появился в журнале Columbia Chess Chronicle, датированном 18 августа 1888 года (Том III, № 7—8) за инициалами «G. R. F.» (впоследствии выяснилось, что за инициалами скрывается некий Гилберт Р. Фрит). Местом действия публикация называет дом некоего респектабельного «Mr. H», датирует это событие временем, когда Морфи посетил город Ричмонд в штате Виргиния. Впоследствии выяснилось, что под гостеприимным Mr. H. скрывался преподобный Р. Р. Харрисон. В этом случае события могли происходить осенью 1861 года. Изображение рассматривали присутствующие, когда Морфи был брошен вызов одним из гостей: «даже Вы, мистер Морфи, не сможете спасти эту партию». Морфи ответил: «Давайте расставим фигуры и попробуем!». Позиция была расставлена, присутствующие собрались вокруг Морфи. К удивлению окружающих молодой человек был «спасён» благодаря мастерству Пола Морфи. Анекдот указывает (в отличие от многих современных версий), что для этого потребовался один, но чрезвычайно неожиданный ход.
Вскоре в Columbia Chess Chronicle появилось возражение, подписанное «Дейтон»: автор утверждал, что в его коллекции также находится данный офорт. Он выражал сомнение по поводу рассказанной «G. R. F.» истории, так как его офорт не обеспечивает достаточной информации о точном размещении фигур на шахматной доске.
Письмо Дейтона редактору привело к публикации небольшой статьи некоего «F. G. J.» на странице 93 номера от 15 сентября 1888 года Columbia Chess Chronicle. Автор её предполагал, что офорт, который принадлежит Дейтону просто более низкого качества печати и поэтому не может показать шахматные фигуры так же ясно, как копия картины преподобного Харрисона. Номер за номером выступали противники и сторонники легенды. Присоединился к обсуждению и сам преподобный Р. Р. Гаррисон, уточнивший, что события в его доме действительно происходили, но не в 1868 (в ходе спора постоянно появлялась эта ошибочная дата события), а в 1861 году. Уточнил он, что рассматривалась именно литография (так он именовал офорт художника), а не репродукция картины Ретча. Он настаивал, что реконструкция позиции принадлежала ему самому, а Морфи только согласился с этой реконструкцией, исходя из неё он играл против тех присутствующих, которые выразили желание продолжить партию за Дьявола.
Собственную попытку реконструировать позицию предпринял известный шахматный композитор Чарльз Гилберг (англ. Charles А. Gilberg, 1835—1898) в номере от 22 сентября 1888 года (Том III, № 12). Вскоре он был подвергнут резкой критике за чрезмерно свободное обращение с оригиналом — подлинным изображением позиции на картине и офорте. Другая попытка реконструкции принадлежит современному шахматисту-любителю и шахматному публицисту Михаэлю Гёллеру (англ. Michael Goeller). По его мнению, партия должна была бы развиваться так:

1. Ф:d4+ Кd5; 2. Лh8+ Крd7 [2… Крe7! 3. Лh7+ Крd6 4. Лh6+ Kрe7! 5. Лh7+ Kрd6 6. Лh6+ и вечный шах]; 3. Сa4+ Кc6; 4. Лh7+ Kрc8; 5. Л:c7+ [5. С:c6 Л:h7 6. С:d5 Лh2+; 7. Kрd1 Сc7; 8. Сc6 Kрb8; 9. Фe3 Лg8; 10. Сd5 Лf8; 11. Сf7 и позиция неясна] 5… Kр: c7; 6. Фc4 Сf4+; 7. Kрe2 b5; 8. С:b5 Кc3+; 9. Ф:c3 Л:b5; 10. Ф:a3, ничья— Goeller, Michael. Paul Morphy vs. Mephistopheles

## Картина в истории искусства
|   | a | b | c | d | e | f | g | h |   |
| - | --- | --- | --- | --- | --- | --- | --- | --- | - |
| 8 | a8 чёрный король · c8 белый конь · c7 белый король · a6 белый конь · b5 белая пешка · e5 белая пешка · d4 белая пешка · h4 белый слон · a3 белая пешка · e3 белая пешка · a2 белая ладья · g2 белый слон · b1 белый ферзь · h1 белая ладья | a8 чёрный король · c8 белый конь · c7 белый король · a6 белый конь · b5 белая пешка · e5 белая пешка · d4 белая пешка · h4 белый слон · a3 белая пешка · e3 белая пешка · a2 белая ладья · g2 белый слон · b1 белый ферзь · h1 белая ладья | a8 чёрный король · c8 белый конь · c7 белый король · a6 белый конь · b5 белая пешка · e5 белая пешка · d4 белая пешка · h4 белый слон · a3 белая пешка · e3 белая пешка · a2 белая ладья · g2 белый слон · b1 белый ферзь · h1 белая ладья | a8 чёрный король · c8 белый конь · c7 белый король · a6 белый конь · b5 белая пешка · e5 белая пешка · d4 белая пешка · h4 белый слон · a3 белая пешка · e3 белая пешка · a2 белая ладья · g2 белый слон · b1 белый ферзь · h1 белая ладья | a8 чёрный король · c8 белый конь · c7 белый король · a6 белый конь · b5 белая пешка · e5 белая пешка · d4 белая пешка · h4 белый слон · a3 белая пешка · e3 белая пешка · a2 белая ладья · g2 белый слон · b1 белый ферзь · h1 белая ладья | a8 чёрный король · c8 белый конь · c7 белый король · a6 белый конь · b5 белая пешка · e5 белая пешка · d4 белая пешка · h4 белый слон · a3 белая пешка · e3 белая пешка · a2 белая ладья · g2 белый слон · b1 белый ферзь · h1 белая ладья | a8 чёрный король · c8 белый конь · c7 белый король · a6 белый конь · b5 белая пешка · e5 белая пешка · d4 белая пешка · h4 белый слон · a3 белая пешка · e3 белая пешка · a2 белая ладья · g2 белый слон · b1 белый ферзь · h1 белая ладья | a8 чёрный король · c8 белый конь · c7 белый король · a6 белый конь · b5 белая пешка · e5 белая пешка · d4 белая пешка · h4 белый слон · a3 белая пешка · e3 белая пешка · a2 белая ладья · g2 белый слон · b1 белый ферзь · h1 белая ладья | 8 |
| 7 | a8 чёрный король · c8 белый конь · c7 белый король · a6 белый конь · b5 белая пешка · e5 белая пешка · d4 белая пешка · h4 белый слон · a3 белая пешка · e3 белая пешка · a2 белая ладья · g2 белый слон · b1 белый ферзь · h1 белая ладья | a8 чёрный король · c8 белый конь · c7 белый король · a6 белый конь · b5 белая пешка · e5 белая пешка · d4 белая пешка · h4 белый слон · a3 белая пешка · e3 белая пешка · a2 белая ладья · g2 белый слон · b1 белый ферзь · h1 белая ладья | a8 чёрный король · c8 белый конь · c7 белый король · a6 белый конь · b5 белая пешка · e5 белая пешка · d4 белая пешка · h4 белый слон · a3 белая пешка · e3 белая пешка · a2 белая ладья · g2 белый слон · b1 белый ферзь · h1 белая ладья | a8 чёрный король · c8 белый конь · c7 белый король · a6 белый конь · b5 белая пешка · e5 белая пешка · d4 белая пешка · h4 белый слон · a3 белая пешка · e3 белая пешка · a2 белая ладья · g2 белый слон · b1 белый ферзь · h1 белая ладья | a8 чёрный король · c8 белый конь · c7 белый король · a6 белый конь · b5 белая пешка · e5 белая пешка · d4 белая пешка · h4 белый слон · a3 белая пешка · e3 белая пешка · a2 белая ладья · g2 белый слон · b1 белый ферзь · h1 белая ладья | a8 чёрный король · c8 белый конь · c7 белый король · a6 белый конь · b5 белая пешка · e5 белая пешка · d4 белая пешка · h4 белый слон · a3 белая пешка · e3 белая пешка · a2 белая ладья · g2 белый слон · b1 белый ферзь · h1 белая ладья | a8 чёрный король · c8 белый конь · c7 белый король · a6 белый конь · b5 белая пешка · e5 белая пешка · d4 белая пешка · h4 белый слон · a3 белая пешка · e3 белая пешка · a2 белая ладья · g2 белый слон · b1 белый ферзь · h1 белая ладья | a8 чёрный король · c8 белый конь · c7 белый король · a6 белый конь · b5 белая пешка · e5 белая пешка · d4 белая пешка · h4 белый слон · a3 белая пешка · e3 белая пешка · a2 белая ладья · g2 белый слон · b1 белый ферзь · h1 белая ладья | 7 |
| 6 | a8 чёрный король · c8 белый конь · c7 белый король · a6 белый конь · b5 белая пешка · e5 белая пешка · d4 белая пешка · h4 белый слон · a3 белая пешка · e3 белая пешка · a2 белая ладья · g2 белый слон · b1 белый ферзь · h1 белая ладья | a8 чёрный король · c8 белый конь · c7 белый король · a6 белый конь · b5 белая пешка · e5 белая пешка · d4 белая пешка · h4 белый слон · a3 белая пешка · e3 белая пешка · a2 белая ладья · g2 белый слон · b1 белый ферзь · h1 белая ладья | a8 чёрный король · c8 белый конь · c7 белый король · a6 белый конь · b5 белая пешка · e5 белая пешка · d4 белая пешка · h4 белый слон · a3 белая пешка · e3 белая пешка · a2 белая ладья · g2 белый слон · b1 белый ферзь · h1 белая ладья | a8 чёрный король · c8 белый конь · c7 белый король · a6 белый конь · b5 белая пешка · e5 белая пешка · d4 белая пешка · h4 белый слон · a3 белая пешка · e3 белая пешка · a2 белая ладья · g2 белый слон · b1 белый ферзь · h1 белая ладья | a8 чёрный король · c8 белый конь · c7 белый король · a6 белый конь · b5 белая пешка · e5 белая пешка · d4 белая пешка · h4 белый слон · a3 белая пешка · e3 белая пешка · a2 белая ладья · g2 белый слон · b1 белый ферзь · h1 белая ладья | a8 чёрный король · c8 белый конь · c7 белый король · a6 белый конь · b5 белая пешка · e5 белая пешка · d4 белая пешка · h4 белый слон · a3 белая пешка · e3 белая пешка · a2 белая ладья · g2 белый слон · b1 белый ферзь · h1 белая ладья | a8 чёрный король · c8 белый конь · c7 белый король · a6 белый конь · b5 белая пешка · e5 белая пешка · d4 белая пешка · h4 белый слон · a3 белая пешка · e3 белая пешка · a2 белая ладья · g2 белый слон · b1 белый ферзь · h1 белая ладья | a8 чёрный король · c8 белый конь · c7 белый король · a6 белый конь · b5 белая пешка · e5 белая пешка · d4 белая пешка · h4 белый слон · a3 белая пешка · e3 белая пешка · a2 белая ладья · g2 белый слон · b1 белый ферзь · h1 белая ладья | 6 |
| 5 | a8 чёрный король · c8 белый конь · c7 белый король · a6 белый конь · b5 белая пешка · e5 белая пешка · d4 белая пешка · h4 белый слон · a3 белая пешка · e3 белая пешка · a2 белая ладья · g2 белый слон · b1 белый ферзь · h1 белая ладья | a8 чёрный король · c8 белый конь · c7 белый король · a6 белый конь · b5 белая пешка · e5 белая пешка · d4 белая пешка · h4 белый слон · a3 белая пешка · e3 белая пешка · a2 белая ладья · g2 белый слон · b1 белый ферзь · h1 белая ладья | a8 чёрный король · c8 белый конь · c7 белый король · a6 белый конь · b5 белая пешка · e5 белая пешка · d4 белая пешка · h4 белый слон · a3 белая пешка · e3 белая пешка · a2 белая ладья · g2 белый слон · b1 белый ферзь · h1 белая ладья | a8 чёрный король · c8 белый конь · c7 белый король · a6 белый конь · b5 белая пешка · e5 белая пешка · d4 белая пешка · h4 белый слон · a3 белая пешка · e3 белая пешка · a2 белая ладья · g2 белый слон · b1 белый ферзь · h1 белая ладья | a8 чёрный король · c8 белый конь · c7 белый король · a6 белый конь · b5 белая пешка · e5 белая пешка · d4 белая пешка · h4 белый слон · a3 белая пешка · e3 белая пешка · a2 белая ладья · g2 белый слон · b1 белый ферзь · h1 белая ладья | a8 чёрный король · c8 белый конь · c7 белый король · a6 белый конь · b5 белая пешка · e5 белая пешка · d4 белая пешка · h4 белый слон · a3 белая пешка · e3 белая пешка · a2 белая ладья · g2 белый слон · b1 белый ферзь · h1 белая ладья | a8 чёрный король · c8 белый конь · c7 белый король · a6 белый конь · b5 белая пешка · e5 белая пешка · d4 белая пешка · h4 белый слон · a3 белая пешка · e3 белая пешка · a2 белая ладья · g2 белый слон · b1 белый ферзь · h1 белая ладья | a8 чёрный король · c8 белый конь · c7 белый король · a6 белый конь · b5 белая пешка · e5 белая пешка · d4 белая пешка · h4 белый слон · a3 белая пешка · e3 белая пешка · a2 белая ладья · g2 белый слон · b1 белый ферзь · h1 белая ладья | 5 |
| 4 | a8 чёрный король · c8 белый конь · c7 белый король · a6 белый конь · b5 белая пешка · e5 белая пешка · d4 белая пешка · h4 белый слон · a3 белая пешка · e3 белая пешка · a2 белая ладья · g2 белый слон · b1 белый ферзь · h1 белая ладья | a8 чёрный король · c8 белый конь · c7 белый король · a6 белый конь · b5 белая пешка · e5 белая пешка · d4 белая пешка · h4 белый слон · a3 белая пешка · e3 белая пешка · a2 белая ладья · g2 белый слон · b1 белый ферзь · h1 белая ладья | a8 чёрный король · c8 белый конь · c7 белый король · a6 белый конь · b5 белая пешка · e5 белая пешка · d4 белая пешка · h4 белый слон · a3 белая пешка · e3 белая пешка · a2 белая ладья · g2 белый слон · b1 белый ферзь · h1 белая ладья | a8 чёрный король · c8 белый конь · c7 белый король · a6 белый конь · b5 белая пешка · e5 белая пешка · d4 белая пешка · h4 белый слон · a3 белая пешка · e3 белая пешка · a2 белая ладья · g2 белый слон · b1 белый ферзь · h1 белая ладья | a8 чёрный король · c8 белый конь · c7 белый король · a6 белый конь · b5 белая пешка · e5 белая пешка · d4 белая пешка · h4 белый слон · a3 белая пешка · e3 белая пешка · a2 белая ладья · g2 белый слон · b1 белый ферзь · h1 белая ладья | a8 чёрный король · c8 белый конь · c7 белый король · a6 белый конь · b5 белая пешка · e5 белая пешка · d4 белая пешка · h4 белый слон · a3 белая пешка · e3 белая пешка · a2 белая ладья · g2 белый слон · b1 белый ферзь · h1 белая ладья | a8 чёрный король · c8 белый конь · c7 белый король · a6 белый конь · b5 белая пешка · e5 белая пешка · d4 белая пешка · h4 белый слон · a3 белая пешка · e3 белая пешка · a2 белая ладья · g2 белый слон · b1 белый ферзь · h1 белая ладья | a8 чёрный король · c8 белый конь · c7 белый король · a6 белый конь · b5 белая пешка · e5 белая пешка · d4 белая пешка · h4 белый слон · a3 белая пешка · e3 белая пешка · a2 белая ладья · g2 белый слон · b1 белый ферзь · h1 белая ладья | 4 |
| 3 | a8 чёрный король · c8 белый конь · c7 белый король · a6 белый конь · b5 белая пешка · e5 белая пешка · d4 белая пешка · h4 белый слон · a3 белая пешка · e3 белая пешка · a2 белая ладья · g2 белый слон · b1 белый ферзь · h1 белая ладья | a8 чёрный король · c8 белый конь · c7 белый король · a6 белый конь · b5 белая пешка · e5 белая пешка · d4 белая пешка · h4 белый слон · a3 белая пешка · e3 белая пешка · a2 белая ладья · g2 белый слон · b1 белый ферзь · h1 белая ладья | a8 чёрный король · c8 белый конь · c7 белый король · a6 белый конь · b5 белая пешка · e5 белая пешка · d4 белая пешка · h4 белый слон · a3 белая пешка · e3 белая пешка · a2 белая ладья · g2 белый слон · b1 белый ферзь · h1 белая ладья | a8 чёрный король · c8 белый конь · c7 белый король · a6 белый конь · b5 белая пешка · e5 белая пешка · d4 белая пешка · h4 белый слон · a3 белая пешка · e3 белая пешка · a2 белая ладья · g2 белый слон · b1 белый ферзь · h1 белая ладья | a8 чёрный король · c8 белый конь · c7 белый король · a6 белый конь · b5 белая пешка · e5 белая пешка · d4 белая пешка · h4 белый слон · a3 белая пешка · e3 белая пешка · a2 белая ладья · g2 белый слон · b1 белый ферзь · h1 белая ладья | a8 чёрный король · c8 белый конь · c7 белый король · a6 белый конь · b5 белая пешка · e5 белая пешка · d4 белая пешка · h4 белый слон · a3 белая пешка · e3 белая пешка · a2 белая ладья · g2 белый слон · b1 белый ферзь · h1 белая ладья | a8 чёрный король · c8 белый конь · c7 белый король · a6 белый конь · b5 белая пешка · e5 белая пешка · d4 белая пешка · h4 белый слон · a3 белая пешка · e3 белая пешка · a2 белая ладья · g2 белый слон · b1 белый ферзь · h1 белая ладья | a8 чёрный король · c8 белый конь · c7 белый король · a6 белый конь · b5 белая пешка · e5 белая пешка · d4 белая пешка · h4 белый слон · a3 белая пешка · e3 белая пешка · a2 белая ладья · g2 белый слон · b1 белый ферзь · h1 белая ладья | 3 |
| 2 | a8 чёрный король · c8 белый конь · c7 белый король · a6 белый конь · b5 белая пешка · e5 белая пешка · d4 белая пешка · h4 белый слон · a3 белая пешка · e3 белая пешка · a2 белая ладья · g2 белый слон · b1 белый ферзь · h1 белая ладья | a8 чёрный король · c8 белый конь · c7 белый король · a6 белый конь · b5 белая пешка · e5 белая пешка · d4 белая пешка · h4 белый слон · a3 белая пешка · e3 белая пешка · a2 белая ладья · g2 белый слон · b1 белый ферзь · h1 белая ладья | a8 чёрный король · c8 белый конь · c7 белый король · a6 белый конь · b5 белая пешка · e5 белая пешка · d4 белая пешка · h4 белый слон · a3 белая пешка · e3 белая пешка · a2 белая ладья · g2 белый слон · b1 белый ферзь · h1 белая ладья | a8 чёрный король · c8 белый конь · c7 белый король · a6 белый конь · b5 белая пешка · e5 белая пешка · d4 белая пешка · h4 белый слон · a3 белая пешка · e3 белая пешка · a2 белая ладья · g2 белый слон · b1 белый ферзь · h1 белая ладья | a8 чёрный король · c8 белый конь · c7 белый король · a6 белый конь · b5 белая пешка · e5 белая пешка · d4 белая пешка · h4 белый слон · a3 белая пешка · e3 белая пешка · a2 белая ладья · g2 белый слон · b1 белый ферзь · h1 белая ладья | a8 чёрный король · c8 белый конь · c7 белый король · a6 белый конь · b5 белая пешка · e5 белая пешка · d4 белая пешка · h4 белый слон · a3 белая пешка · e3 белая пешка · a2 белая ладья · g2 белый слон · b1 белый ферзь · h1 белая ладья | a8 чёрный король · c8 белый конь · c7 белый король · a6 белый конь · b5 белая пешка · e5 белая пешка · d4 белая пешка · h4 белый слон · a3 белая пешка · e3 белая пешка · a2 белая ладья · g2 белый слон · b1 белый ферзь · h1 белая ладья | a8 чёрный король · c8 белый конь · c7 белый король · a6 белый конь · b5 белая пешка · e5 белая пешка · d4 белая пешка · h4 белый слон · a3 белая пешка · e3 белая пешка · a2 белая ладья · g2 белый слон · b1 белый ферзь · h1 белая ладья | 2 |
| 1 | a8 чёрный король · c8 белый конь · c7 белый король · a6 белый конь · b5 белая пешка · e5 белая пешка · d4 белая пешка · h4 белый слон · a3 белая пешка · e3 белая пешка · a2 белая ладья · g2 белый слон · b1 белый ферзь · h1 белая ладья | a8 чёрный король · c8 белый конь · c7 белый король · a6 белый конь · b5 белая пешка · e5 белая пешка · d4 белая пешка · h4 белый слон · a3 белая пешка · e3 белая пешка · a2 белая ладья · g2 белый слон · b1 белый ферзь · h1 белая ладья | a8 чёрный король · c8 белый конь · c7 белый король · a6 белый конь · b5 белая пешка · e5 белая пешка · d4 белая пешка · h4 белый слон · a3 белая пешка · e3 белая пешка · a2 белая ладья · g2 белый слон · b1 белый ферзь · h1 белая ладья | a8 чёрный король · c8 белый конь · c7 белый король · a6 белый конь · b5 белая пешка · e5 белая пешка · d4 белая пешка · h4 белый слон · a3 белая пешка · e3 белая пешка · a2 белая ладья · g2 белый слон · b1 белый ферзь · h1 белая ладья | a8 чёрный король · c8 белый конь · c7 белый король · a6 белый конь · b5 белая пешка · e5 белая пешка · d4 белая пешка · h4 белый слон · a3 белая пешка · e3 белая пешка · a2 белая ладья · g2 белый слон · b1 белый ферзь · h1 белая ладья | a8 чёрный король · c8 белый конь · c7 белый король · a6 белый конь · b5 белая пешка · e5 белая пешка · d4 белая пешка · h4 белый слон · a3 белая пешка · e3 белая пешка · a2 белая ладья · g2 белый слон · b1 белый ферзь · h1 белая ладья | a8 чёрный король · c8 белый конь · c7 белый король · a6 белый конь · b5 белая пешка · e5 белая пешка · d4 белая пешка · h4 белый слон · a3 белая пешка · e3 белая пешка · a2 белая ладья · g2 белый слон · b1 белый ферзь · h1 белая ладья | a8 чёрный король · c8 белый конь · c7 белый король · a6 белый конь · b5 белая пешка · e5 белая пешка · d4 белая пешка · h4 белый слон · a3 белая пешка · e3 белая пешка · a2 белая ладья · g2 белый слон · b1 белый ферзь · h1 белая ладья | 1 |
|   | a | b | c | d | e | f | g | h |   |

Существует значительное количество копий картины Морица Ретча, созданных во II половине XIX века. На протяжении XIX века появились многочисленные гравюры, выполненные в различных техниках, детально копирующие этот офорт, но художник уже не имел к ним отношения. 6 мая 1837 года репродукция одной из версий офорта была напечатана в Saturday Magazine, в этой версии работа Ретча получила широкую известность в США.
Оригинальную версию картины представляет вариант с циферблатом часов, вмонтированным в верхнюю часть рамы, где доктор Фауст играет в шахматы на его душу с Мефистофелем. В этом варианте 1900 года глаза Мефистофеля приводятся в движение с помощью особого механизма. Эта картина находится в частной коллекции Томаса Томсена.
В середине XIX века, на пике своей карьеры в качестве скульптора Энтони У. Джонс (англ. Anthony W. Jones) создал работу «Игра на жизнь» (англ. «The Game of Life»), которая рассматривается критиками как его лучший бронзовый барельеф — скульптура молодого человека, играющего в шахматы с Дьяволом на свою душу, за которыми наблюдает грустный, но прекрасный ангел. Этот барельеф основан на картине Фридриха Августа Морица Ретцша.
Наиболее оригинальной версией данной картины является опубликованная в американском политическом журнале «Harper’s Weekly» от 3 июня 1865 года карикатура. Называлась она «Шах и мат», имела подзаголовком «Слегка изменённая „Игра на жизнь“ Ретча». Подпись под карикатурой — «A. L. Carrol fecit». Оригинальность этого варианта состоит в параллели с кровавым конфликтом в истории Соединенных Штатов — Гражданской войной 1861—1865 между Севером и Югом. Справа изображён Дядя Сэм — персонифицированный образ Соединённых Штатов Америки, который играет белыми фигурами; слева — Дьявол, представляющий Джефферсона Дэвиса, главу мятежной Конфедерации. Рядом с ним британский Лев, символизирующий в данном случае симпатии Великобритании к Югу. Две ладьи Дэвиса, уже вышедшие из игры, изображены с развевающимися белыми флагами (знак капитуляции) и надписями «Саванна» и «Ричмонд» (где были одержаны победы армии США). Белый ферзь размахивает флагом освобождения, на котором нанесено название Федерального округа Колумбия. Белые пешки изображены как рядовые идущие в атаку. Белые потеряли несколько фигур, три из них, голые и истощенные, находятся на краю стола, что указывает на безжалостность конфедератов к пленным.
У чёрных остаётся только один король (ему уже поставлен мат белым слоном, стоящим на g2), которому придано сходство с командующим армией Юга Робертом Эдвардом Ли. Среди белых фигур выделяются портретные изображения генерала Улисса Гранта, генералов Уильяма Текумсе Шермана, Филипа Шеридана. Дядя Сэм «спокоен, его лицо выражает триумф», а Дэвис потрясён, растерян и кусает пальцы. Ангел в этом варианте является олицетворением Свободы, на его голове — фригийский колпак, ставший символом Великой французской революции.
Картина Ретча использована в сюжете российского художественного кинофильма «Чемпион мира» (2021). В начале фильма Роберт Фишер после отказа защищать титул чемпиона мира по шахматам дарит копию картины своему преемнику Анатолию Карпову. Этим он хочет сказать молодому гроссмейстеру, впервые поднявшемуся на шахматный Олимп, что в шахматной карьере ему придётся бороться не только с фигурами и не только с соперниками, но и с искушением добиваться победы любой ценой. В конце фильма Анатолий Карпов, защитив чемпионский титул, передаёт картину побеждённому претенденту Виктору Корчному с запиской «Спасибо за игру!».

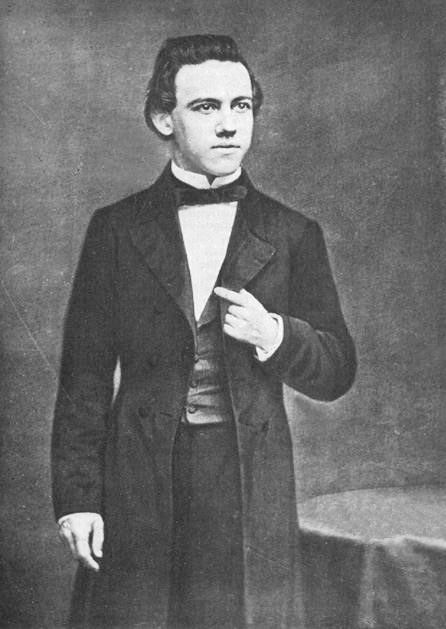
Пол Морфи в 1859 году. Фотография
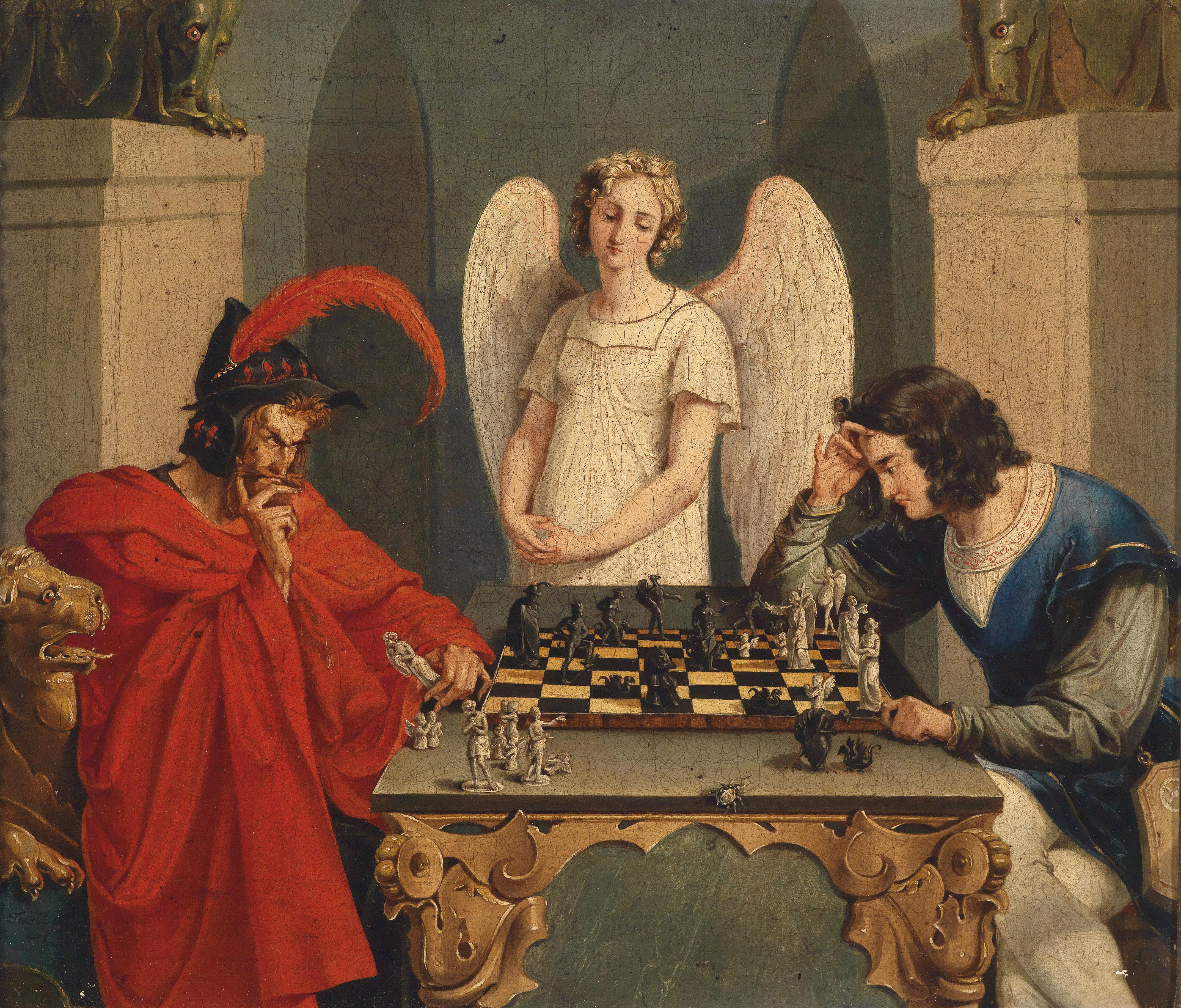
Неизвестный художник. Фауст и Мефистофель играют в шахматы. Авторская версия картины Фридриха Августа Морица Ретцша, II половина XIX века
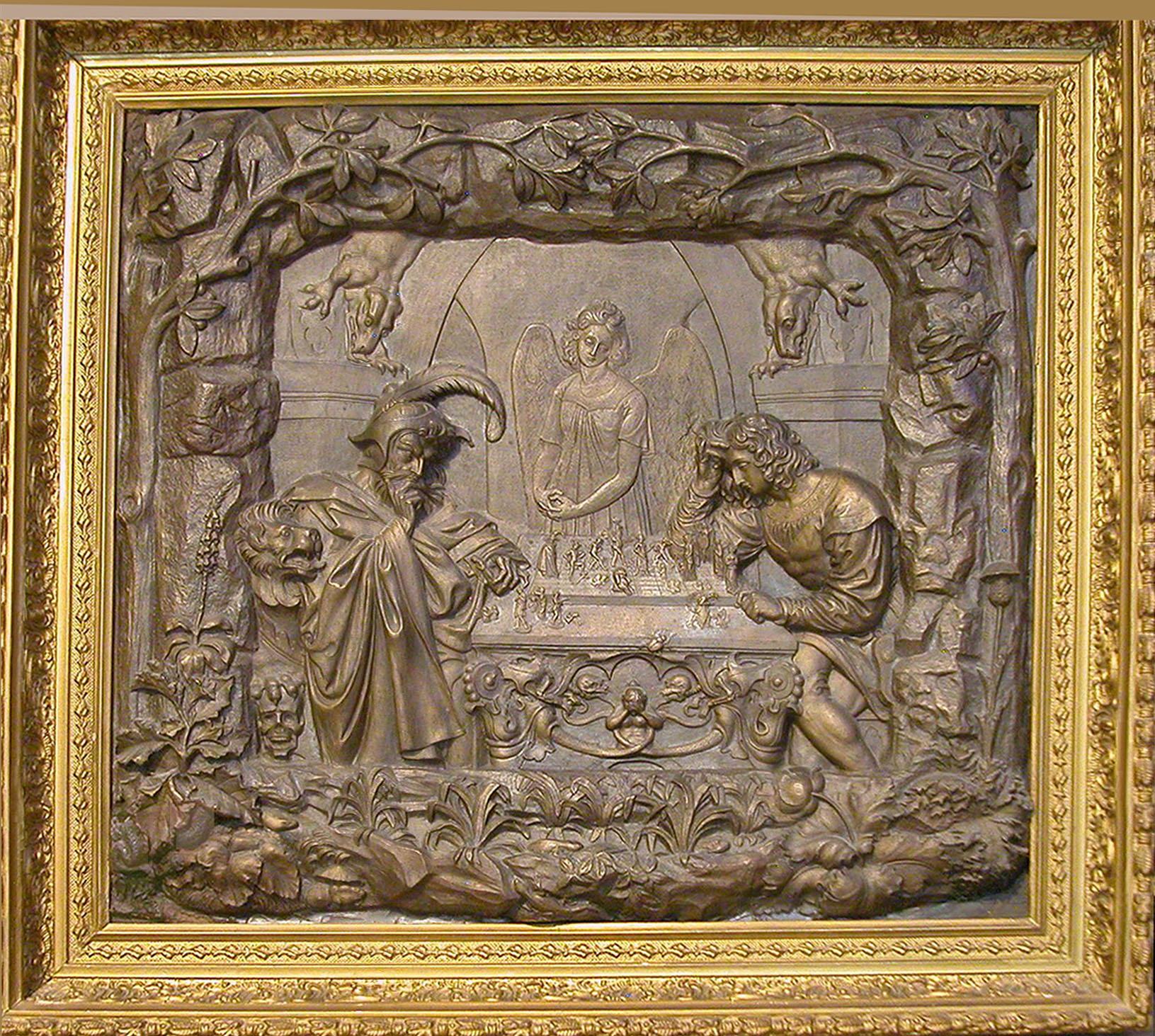
Энтони У. Джонс. Игра на жизнь, середина XIX века
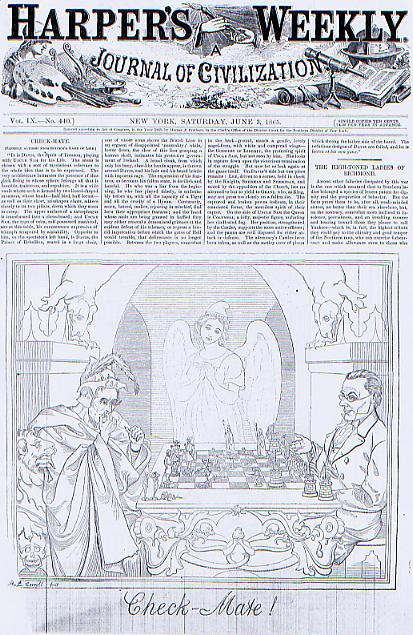
Harper's Weekly. 3 июня 1865. A. Л. Кэррол. Игра на жизнь
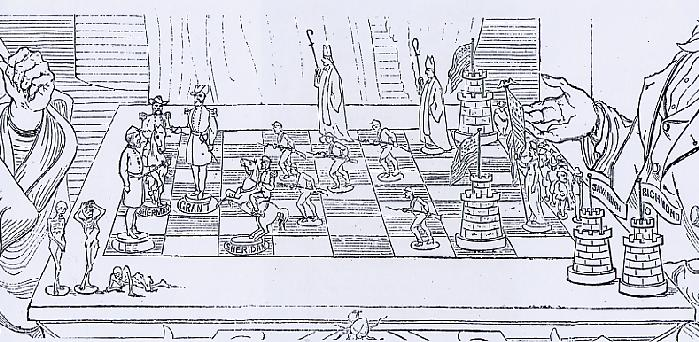
Harper's Weekly. 3 июня 1865. A. Л. Кэррол. Игра на жизнь (деталь)